# السياحة في الجزائر

بعض الأماكن في الجزائر العاصمة

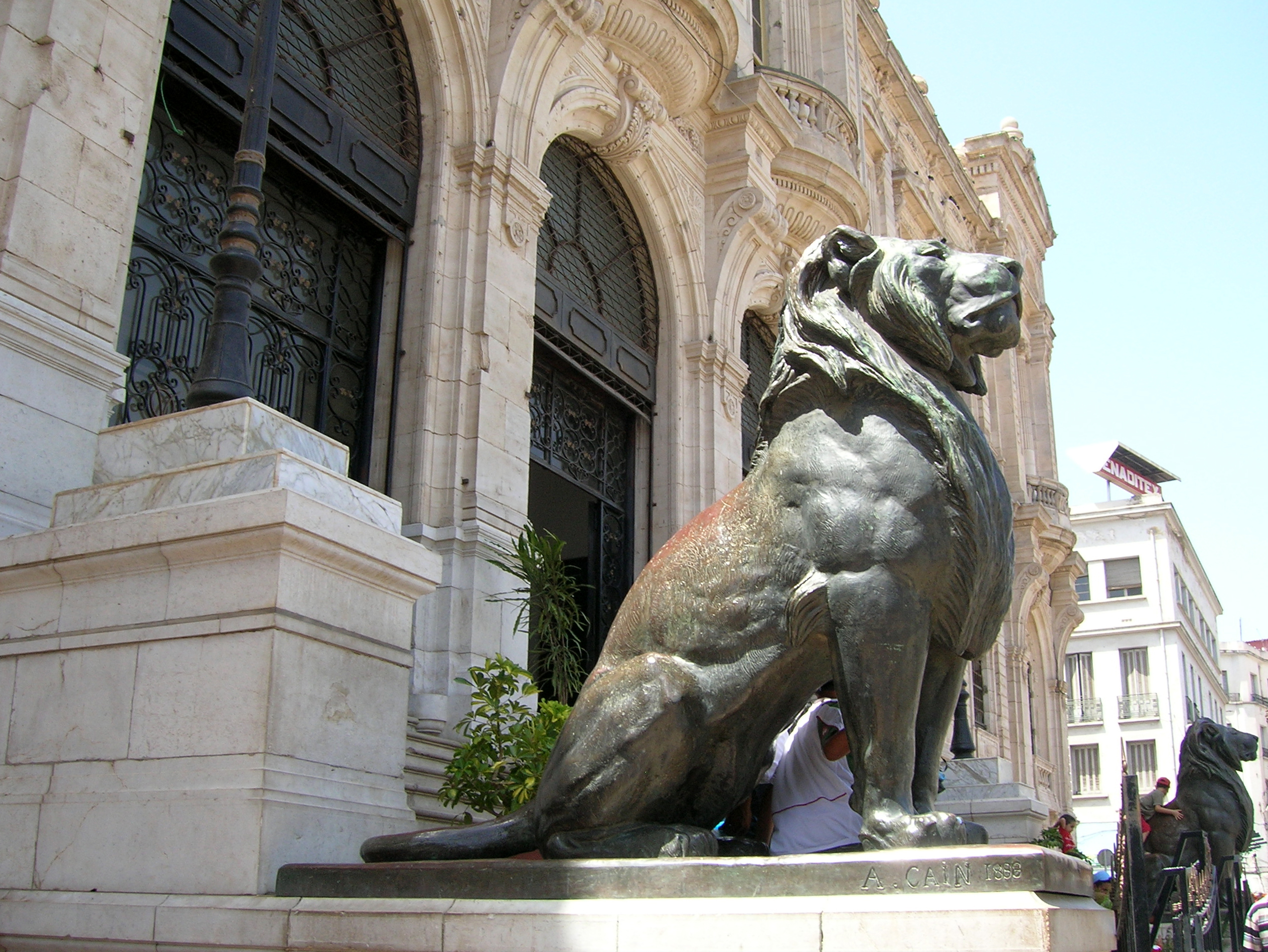
منظر لمقر بلدية وهران.

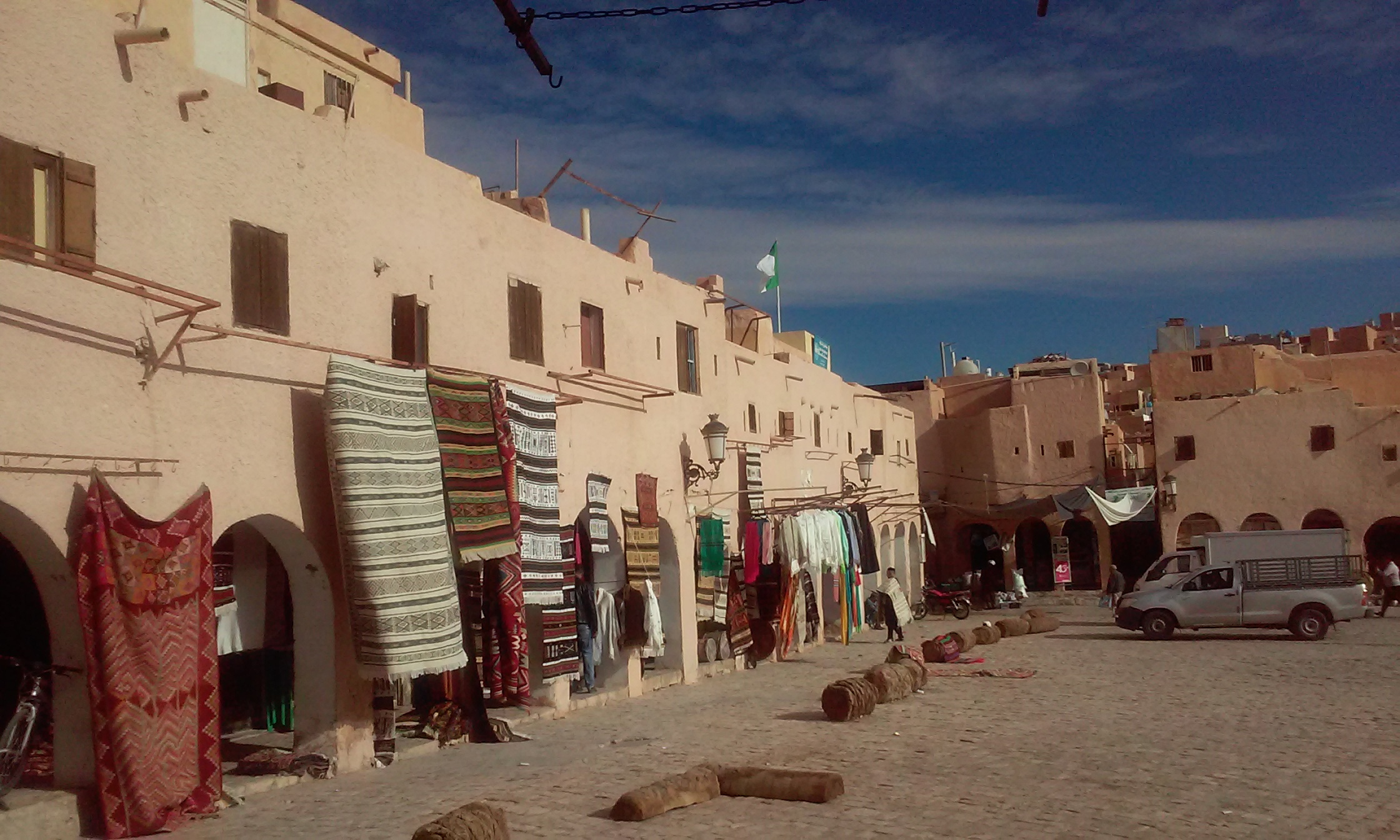
سوق الحرف والصناعات التقليدية

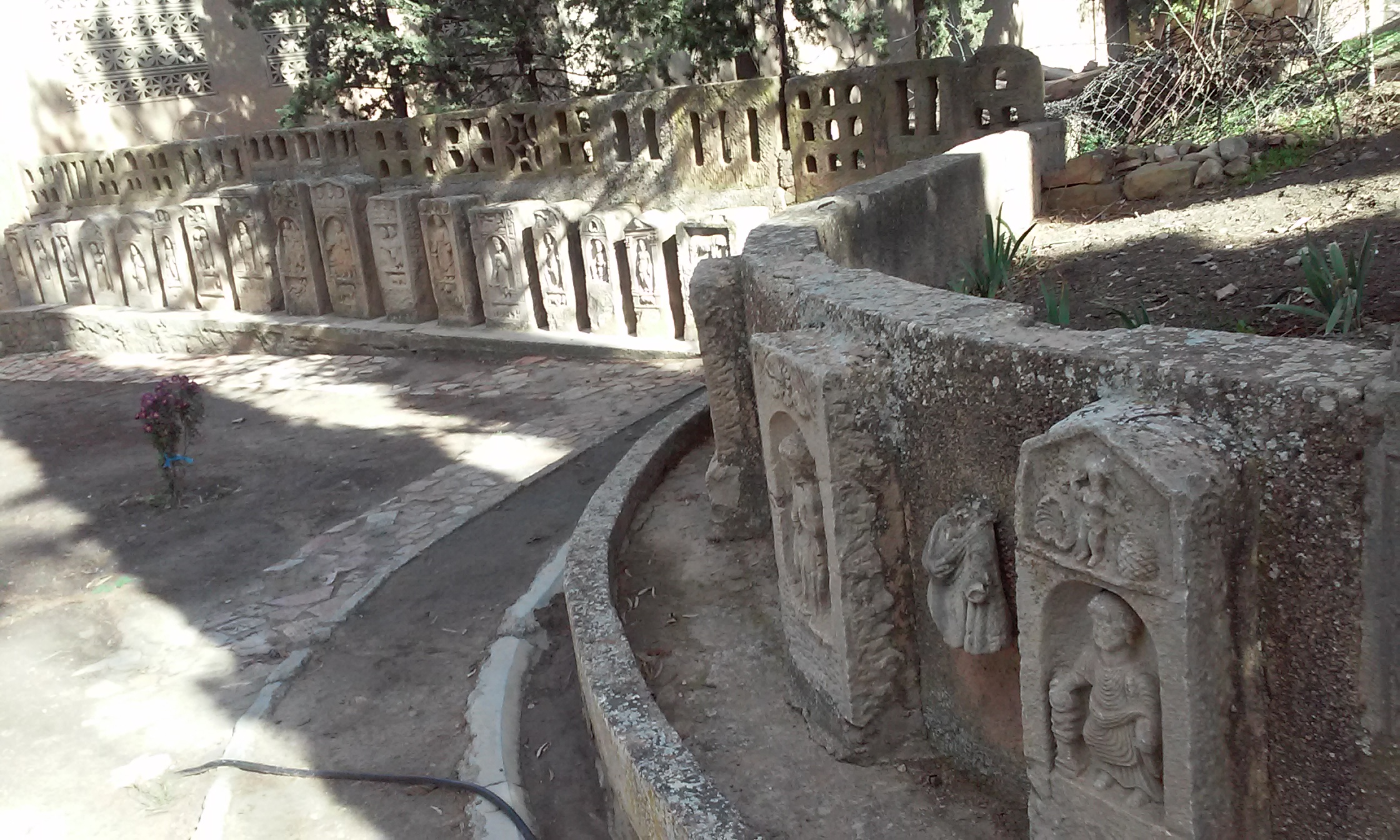

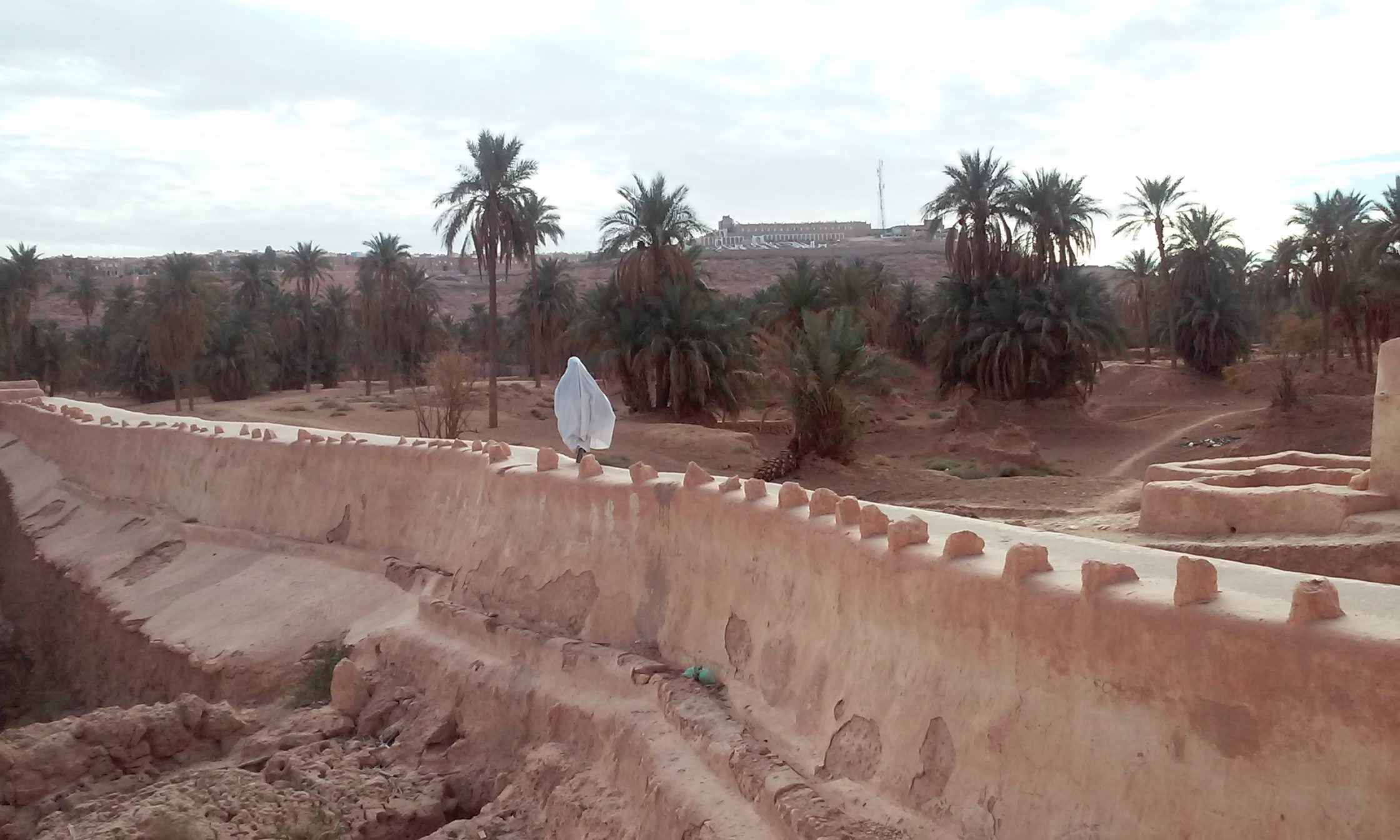

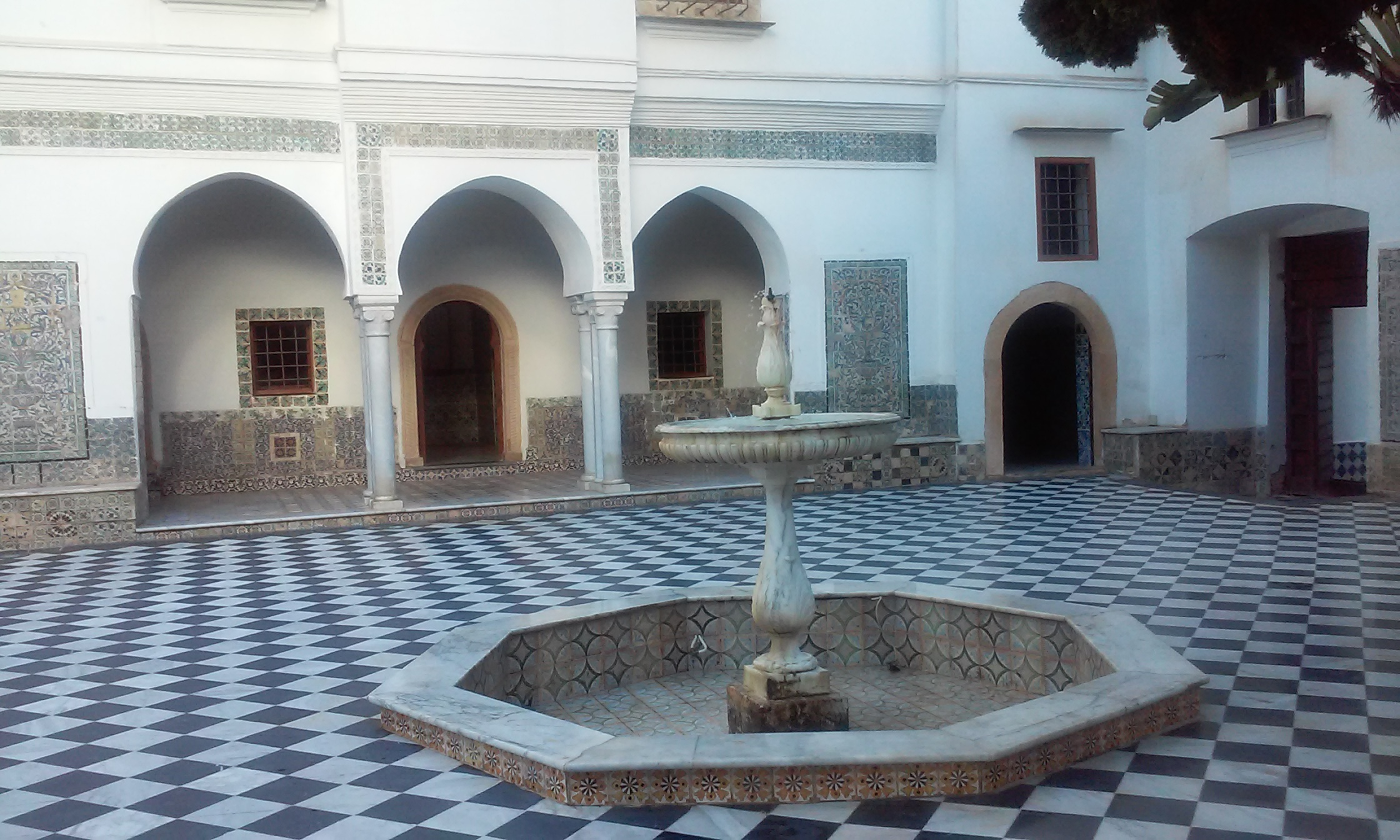

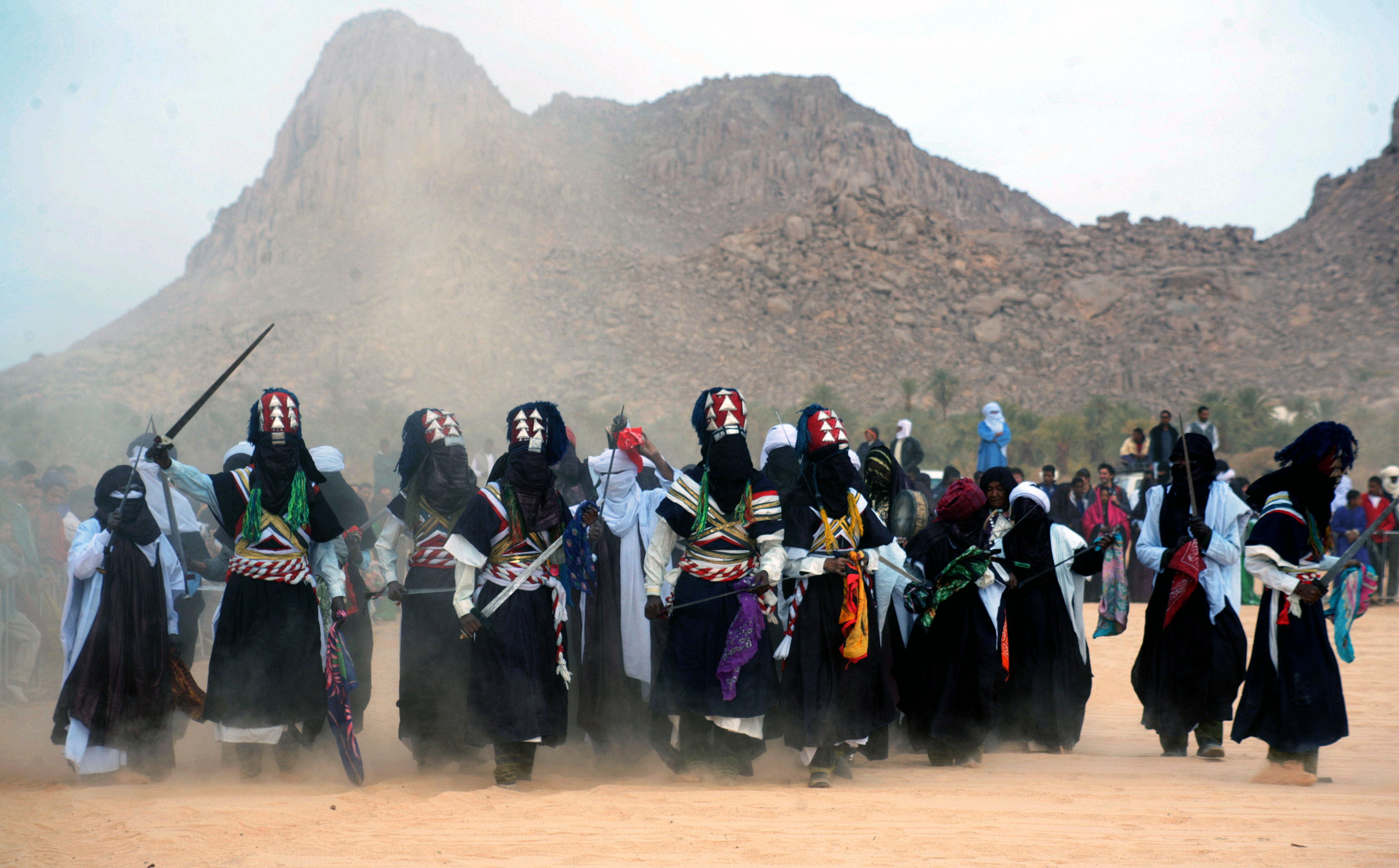

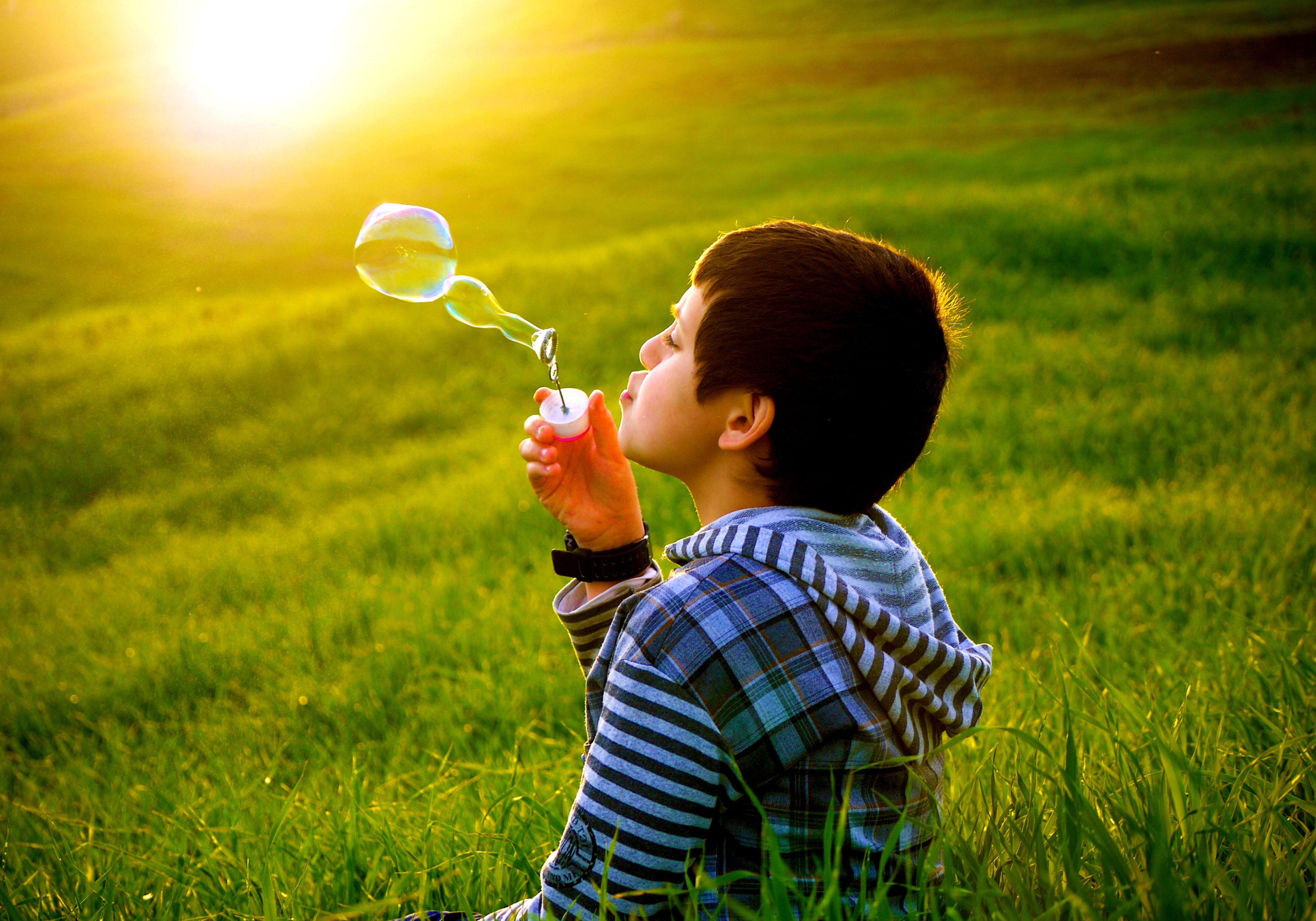

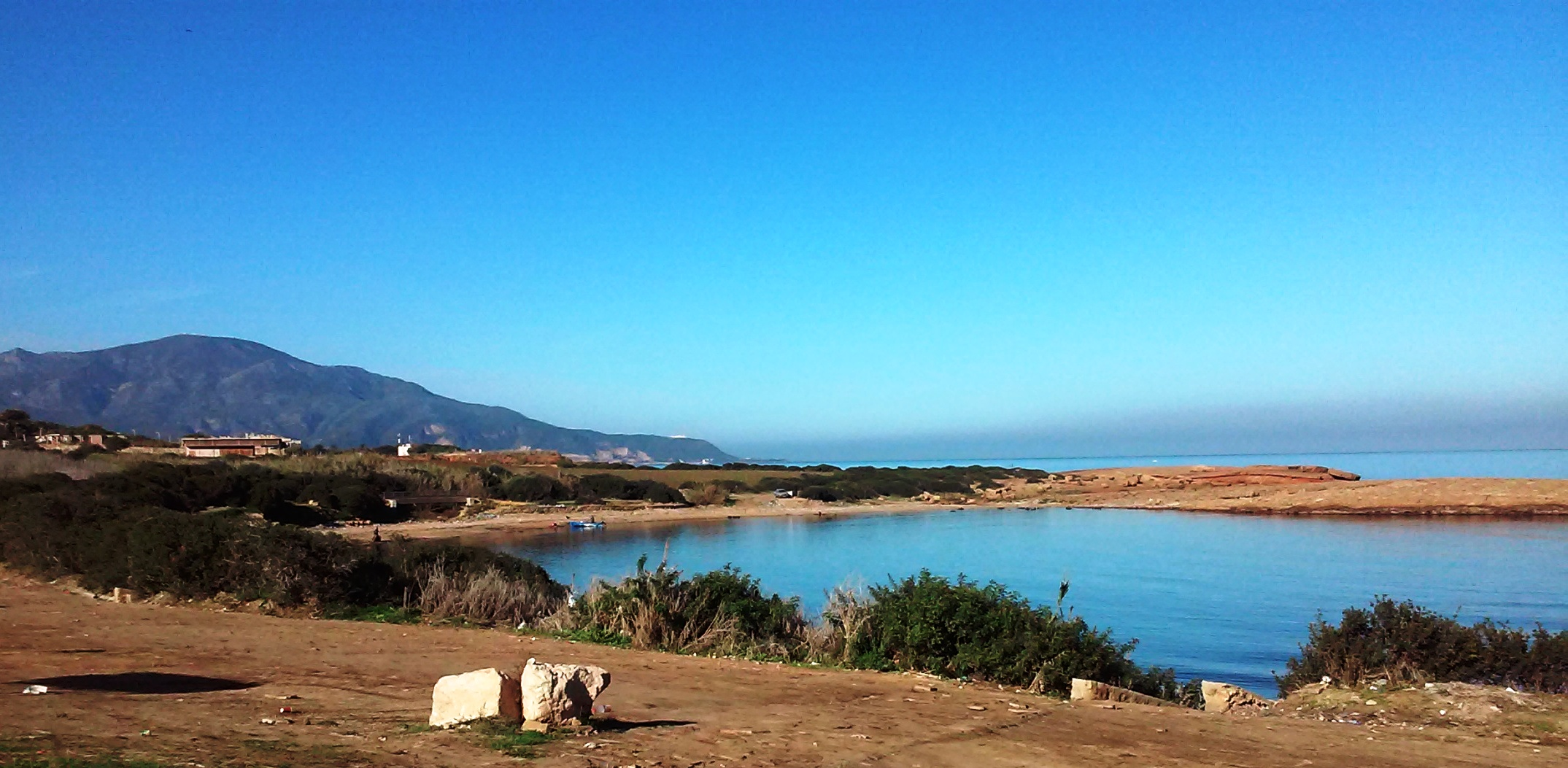

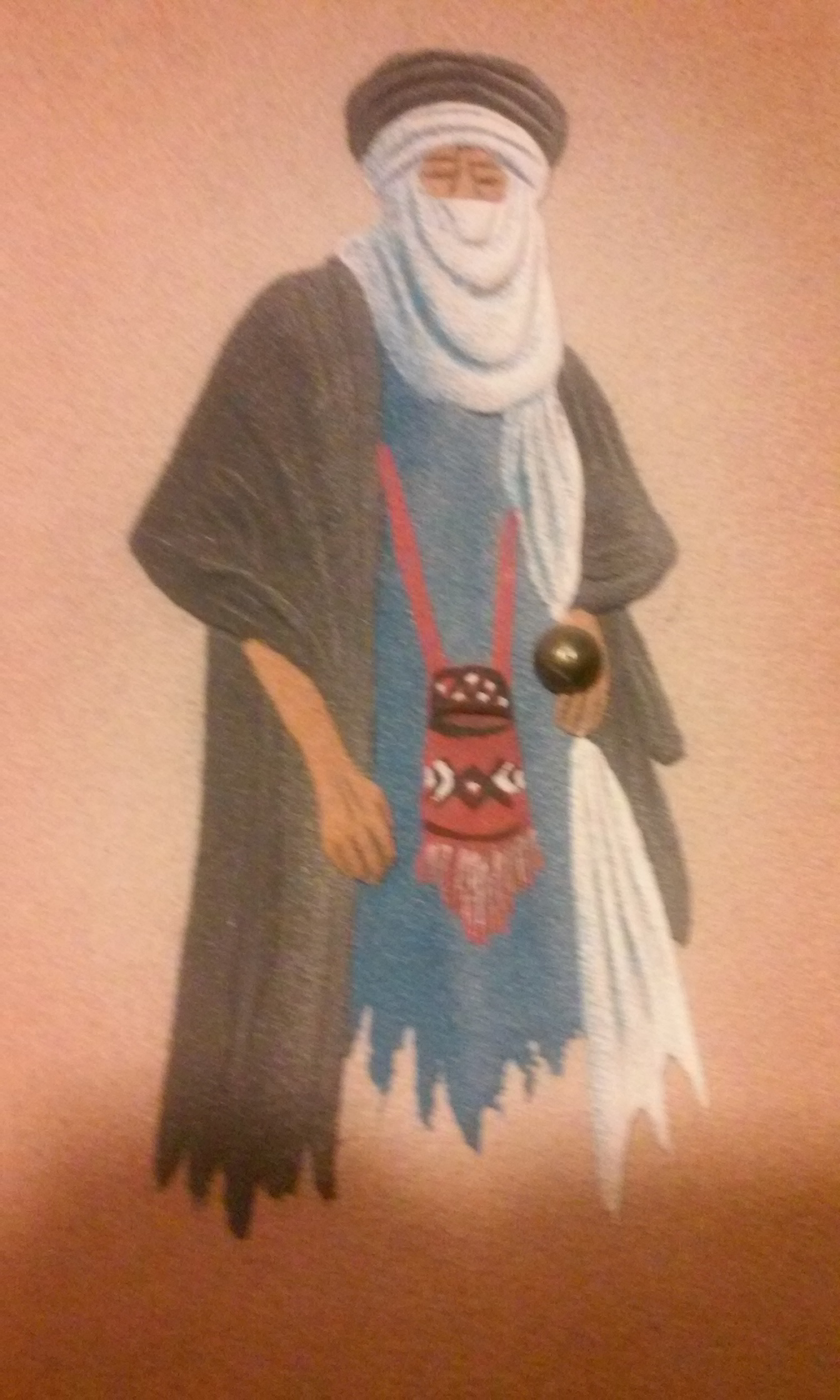

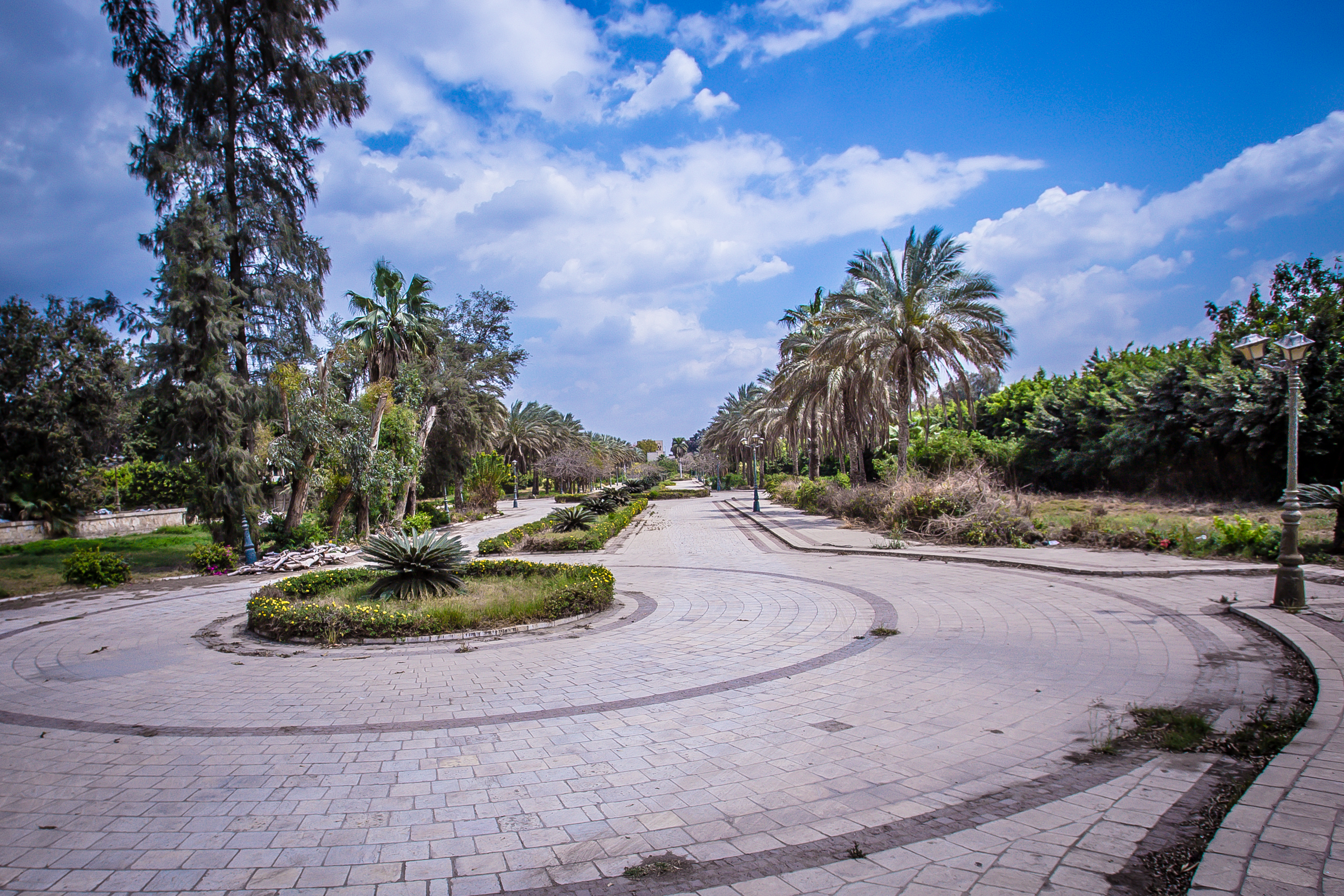

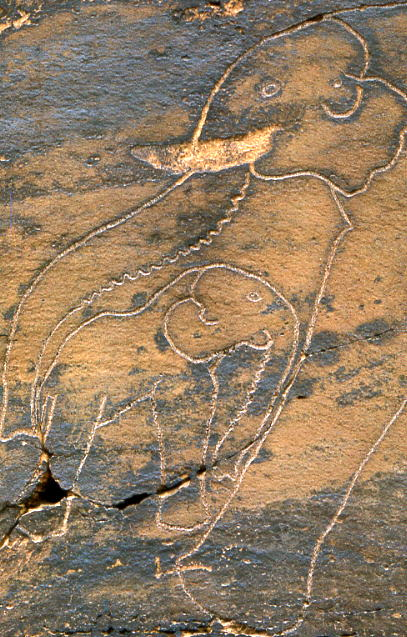

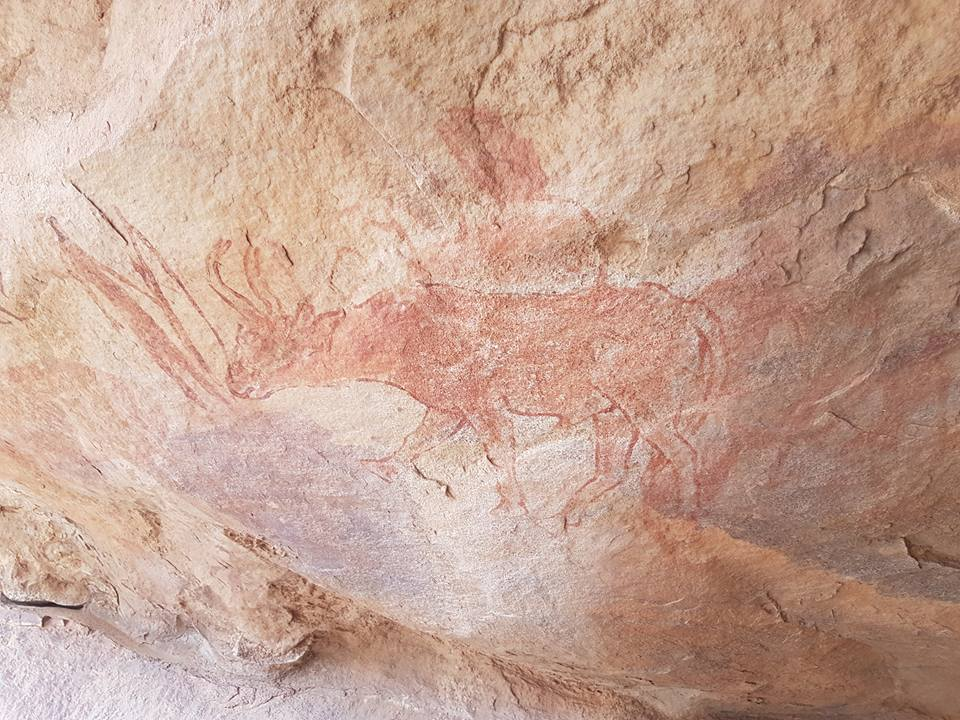

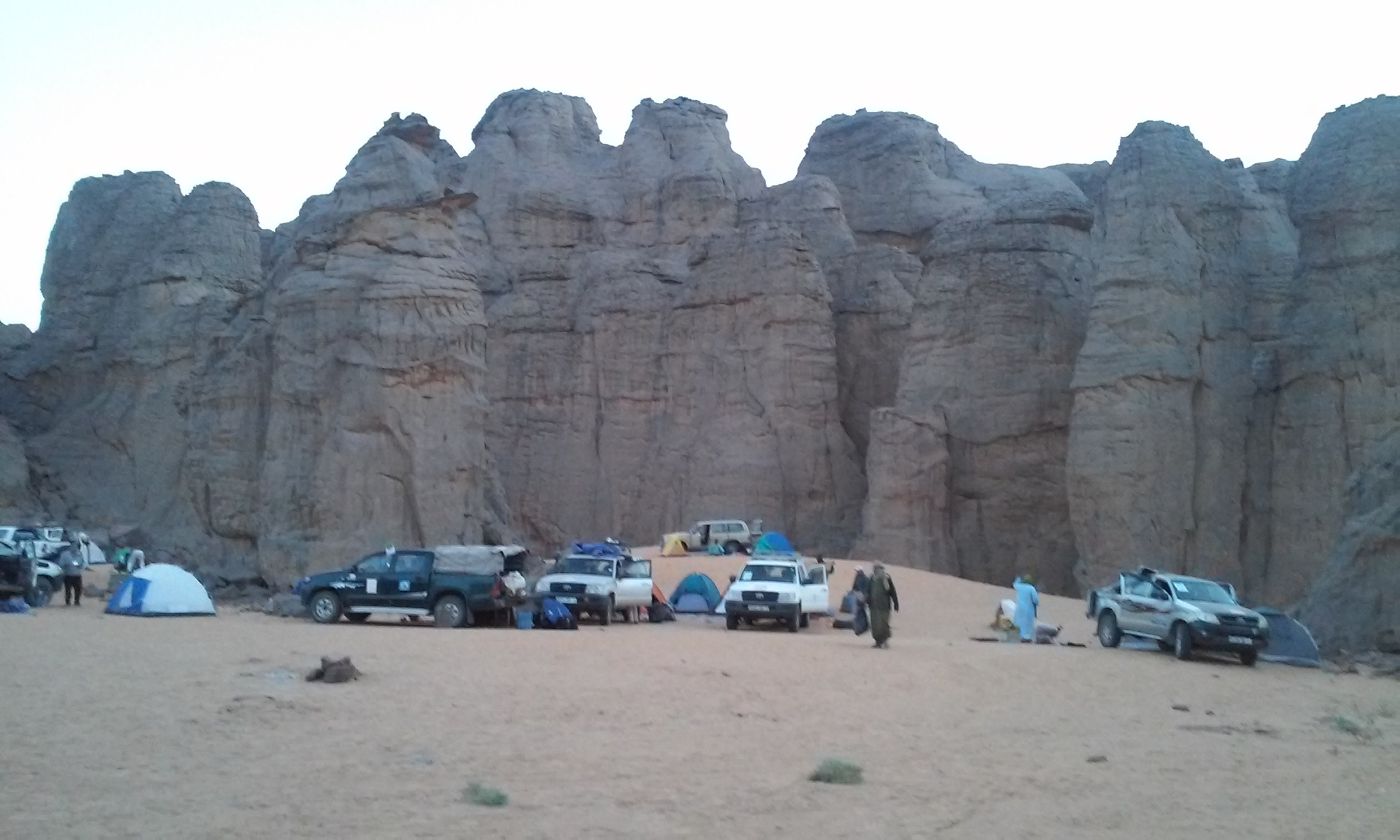

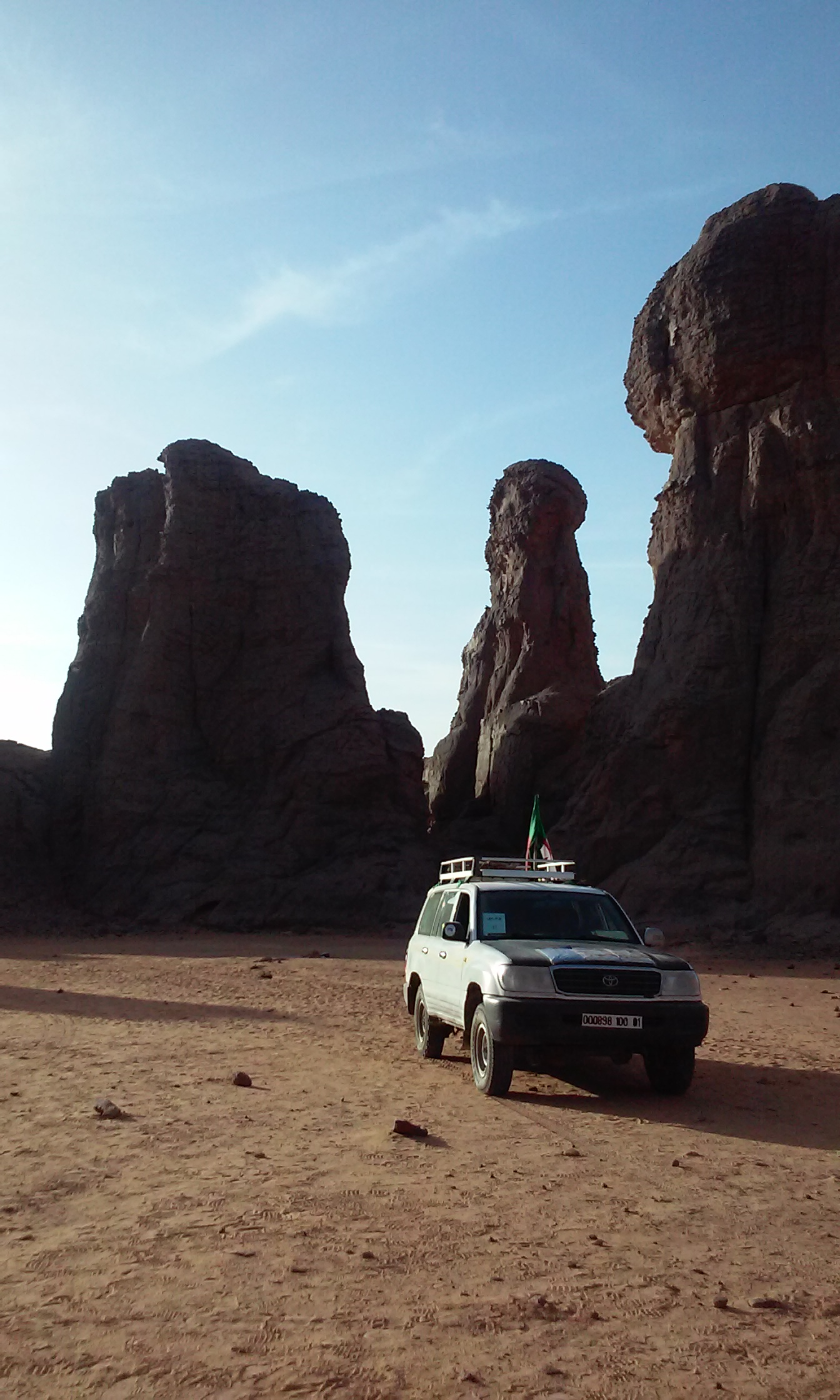

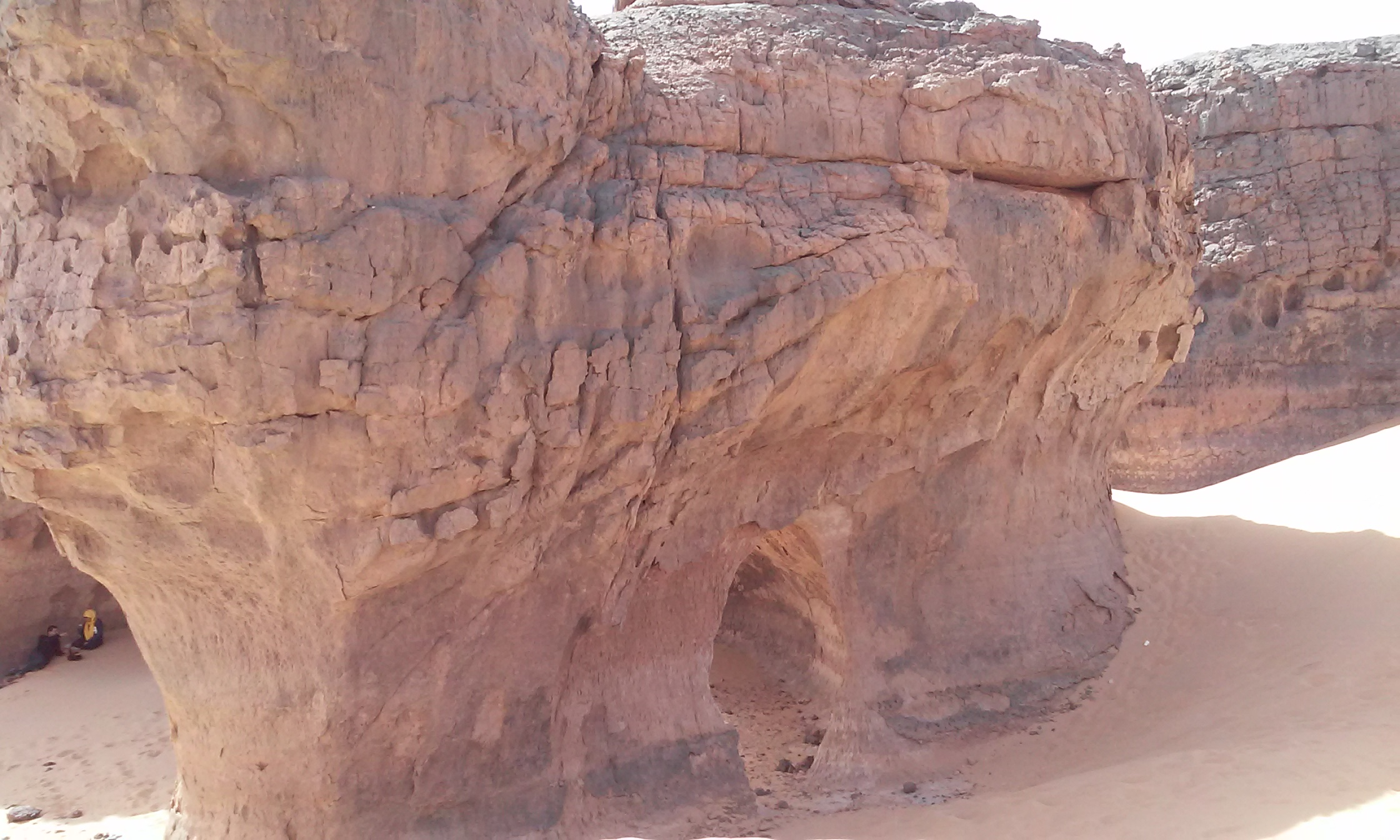

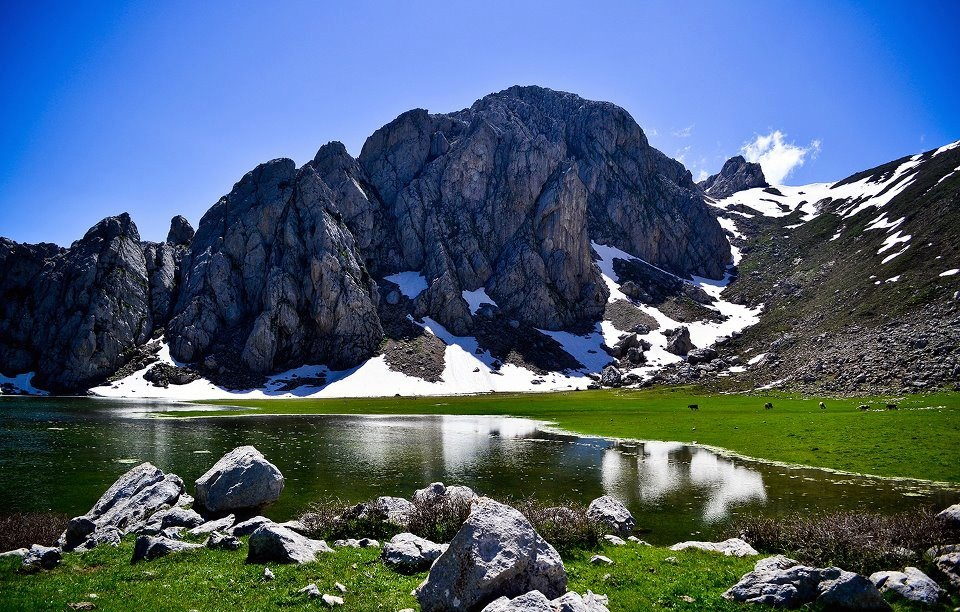
تكجدة

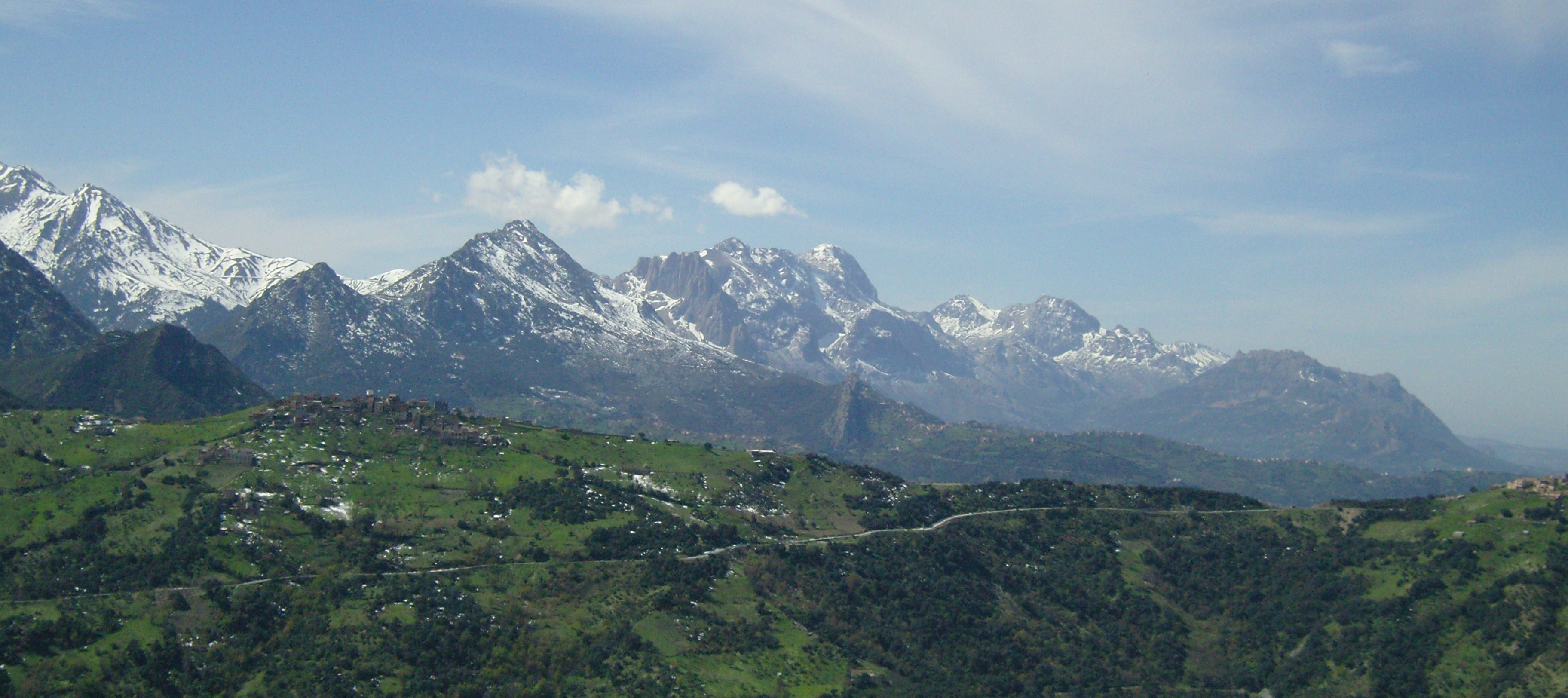
الثلوج تغطي جبال تكجدة

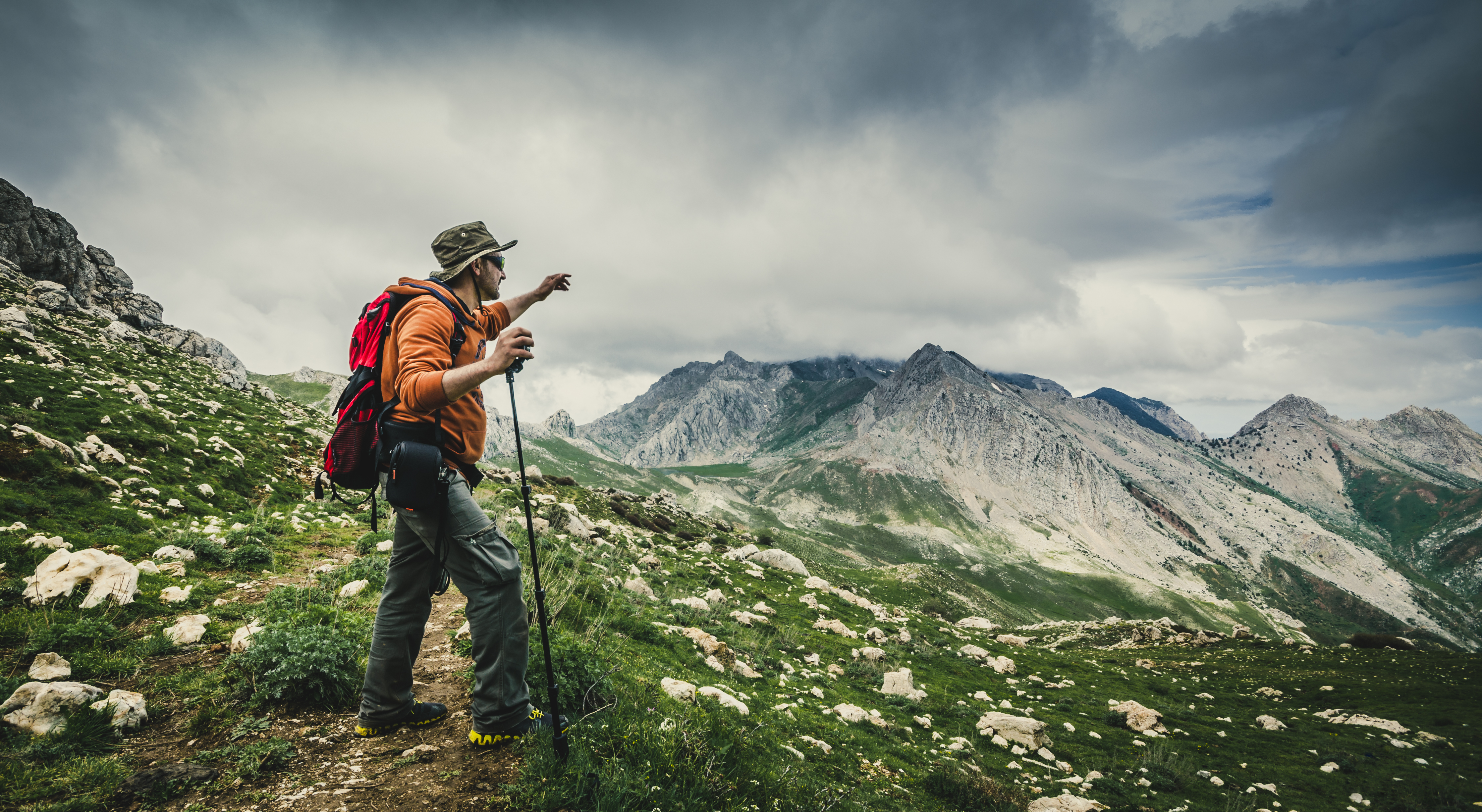
السياحة الجبلية في تكجدة

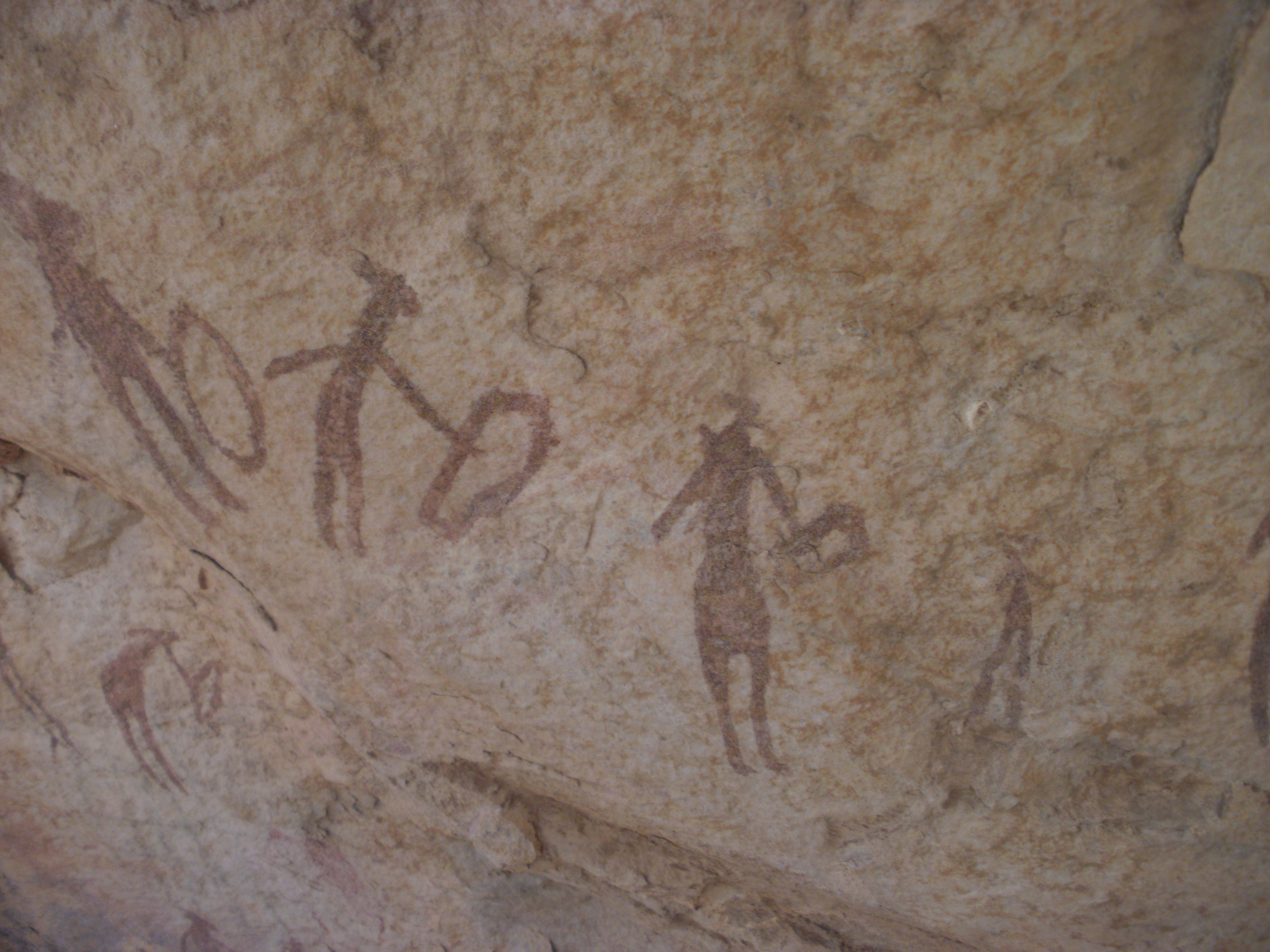

الجزائر هي أكبر بلدان أفريقيا من حيث المساحة والبلد الأكبر في الرتبة 10 عالميا من ناحية المساحة الكليّة، وتقع في شمال أفريقيا، تعتبر الصحراء الجزء الأكبر منها وتتخللها الهضاب والتلال شمالاً وصولاً إلى البحر المتوسط بساحل يبلغ طوله 1,200 كم، بين الرمل تنهض القمم الخضراء إلى ذرى شاهقة تطال الغيم وتطل على زرقة مياه المتوسط شمالا ونقاء كثبان الصحراء جنوبا، في ما تبسط النخلة المعطاء سعفاتها الخضراء في كل اتجاه لتكتب بمداد الجمال والعراقة والشموخ اسم الجزائر.
مساحة شاسعة تمتد بين شطآن البحر الأبيض المتوسط شمالا وأعماق الصحراء الكبرى جنوبا، زاخرة بثروات من المقاصد السياحية المتنوعة، فإن شئت بحرا فأمامك نحو 1200 كم من الشواطئ الجميلة النظيفة ذات الشمس والهواء والطقس المتوسطي المعتدل، وإن شئت الصحراء ففيها امتداد لا ينتهي وبيئة ساحرة يمزج فيها الإنسان أصالة تقاليده وتراثه مع صدق وفادته وترحيبه.
أما الجبال والمرتفعات الجزائرية ففيها ما يشتهي الراغب في التمتع بجمال الطبيعة أو المحب لهواية الصيد أو التخييم في الغابات أو لهواة التماوالج على الثلج الأبيض في مرتفعات الشمال أو على الرمل الأصفر الناعم في الجنوب الصحراوي.
- أهم المدن : وهران و تلمسان و قسنطينة و الأغواط و أدرار و تامنراست و عنابة و غرداية و سكيكدة و ورقلة و بشار.(بجاية وهي اهم المناطق السياحية )

## الجزائر: سواحل البحر الأبيض المتوسط
- يعتبر الساحل الجزائري من أكثر المناطق زيارة صيفا فلا تسافر في طريق الساحل الجزائري حتى تجد الشواطئ الرملية والصخرية ممتلئة بالناس المحليين والسياح للاستمتاع بزرقة المتوسط والرمال الذهبية،
- ففي الغرب نجد عروسة الساحل الجزائري وهران التي تبعد عن العاصمة ب450 كلم التي تتميز بمناخ البحر المعتدل وشتائها الدافئ وشواطئها الخلابة وأشهرها شاطئ مداغ الذي يعتبر قبلة السياح في وهران تليها شواطئ الغزوات ومستغانم، وفي الشرق ستعجبك شواطئ سكيكدة وبجاية وعنابة وجيجل وسيدي فرج وتيبازة المشهورة بآثارها الرومانية، تعتبر معظم الشواطئ رملية وبعضها الآخر صخرية، وتشهد الجزائر الإقبال عليها من السياح صيفا لارتفاع درجة الحرارة، وتتخلل سواحل الجزائر غابات كثيفة في الجبال والسهول تضيف منظرا رائعا، أما إن كنت من هواة الغوص ومعجبي بالمرجان فيمكنكم مشاهدة المرجان في شواطئ القالة.

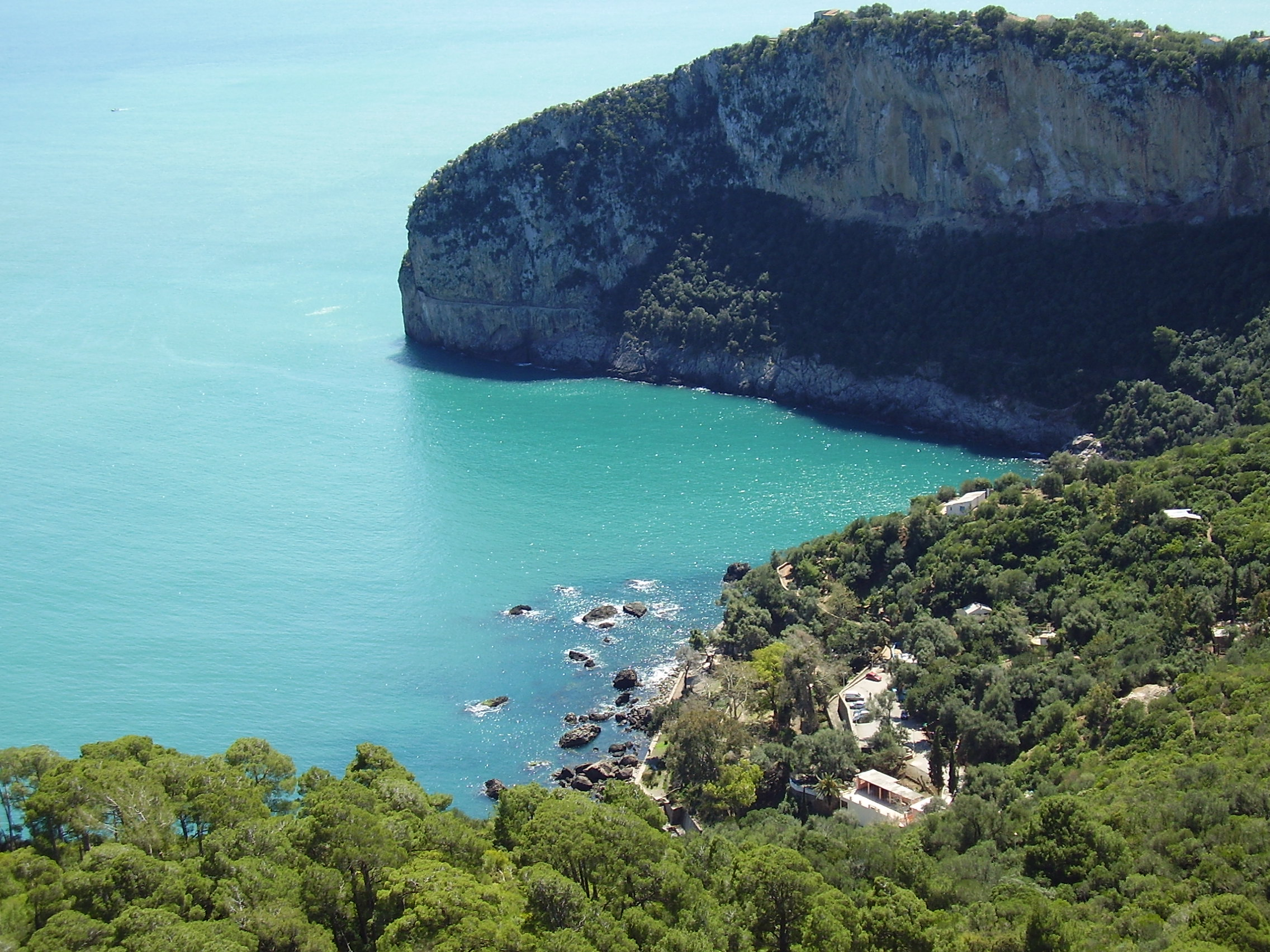
كورنيش بجاية
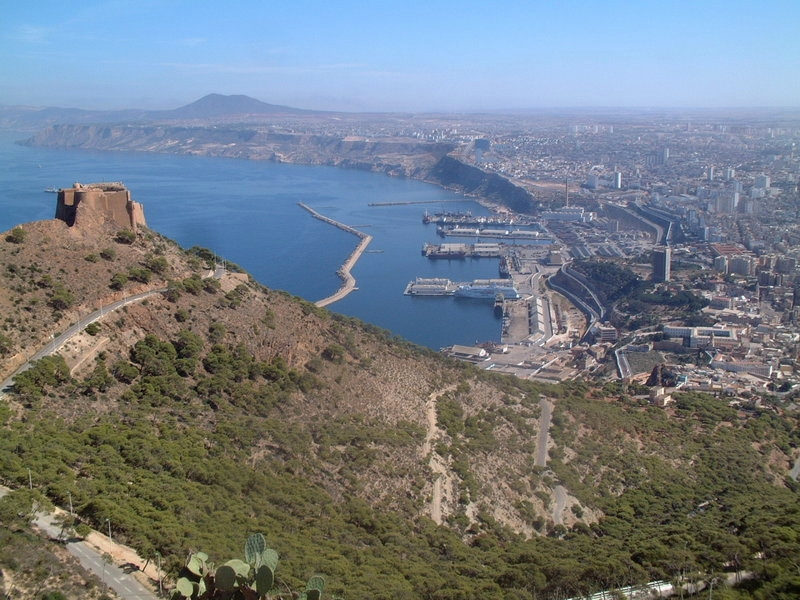
الطّنف الوهراني
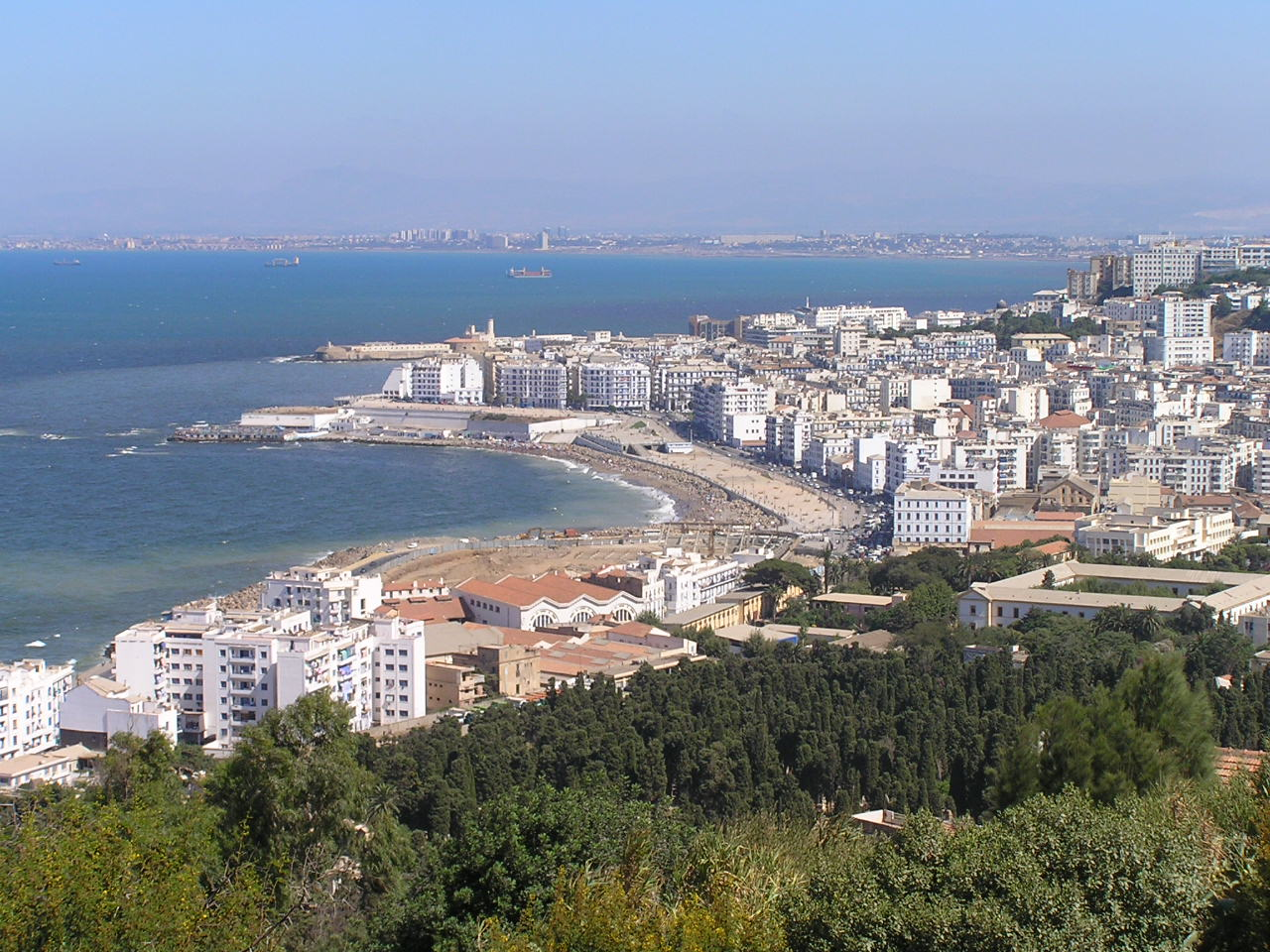
كورنيش الجزائر العاصمة
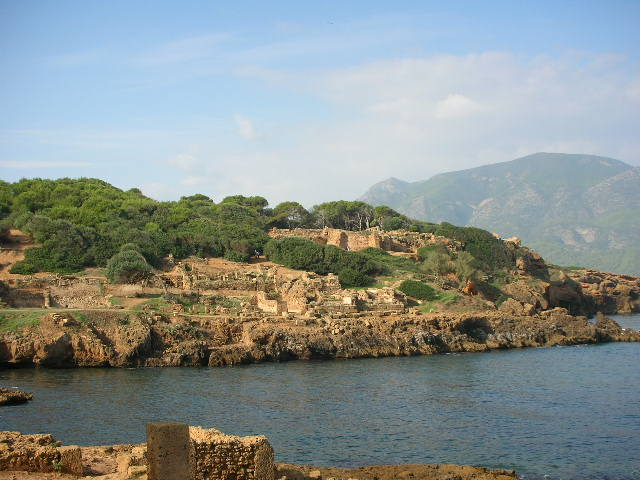
كورنيش تيبازة
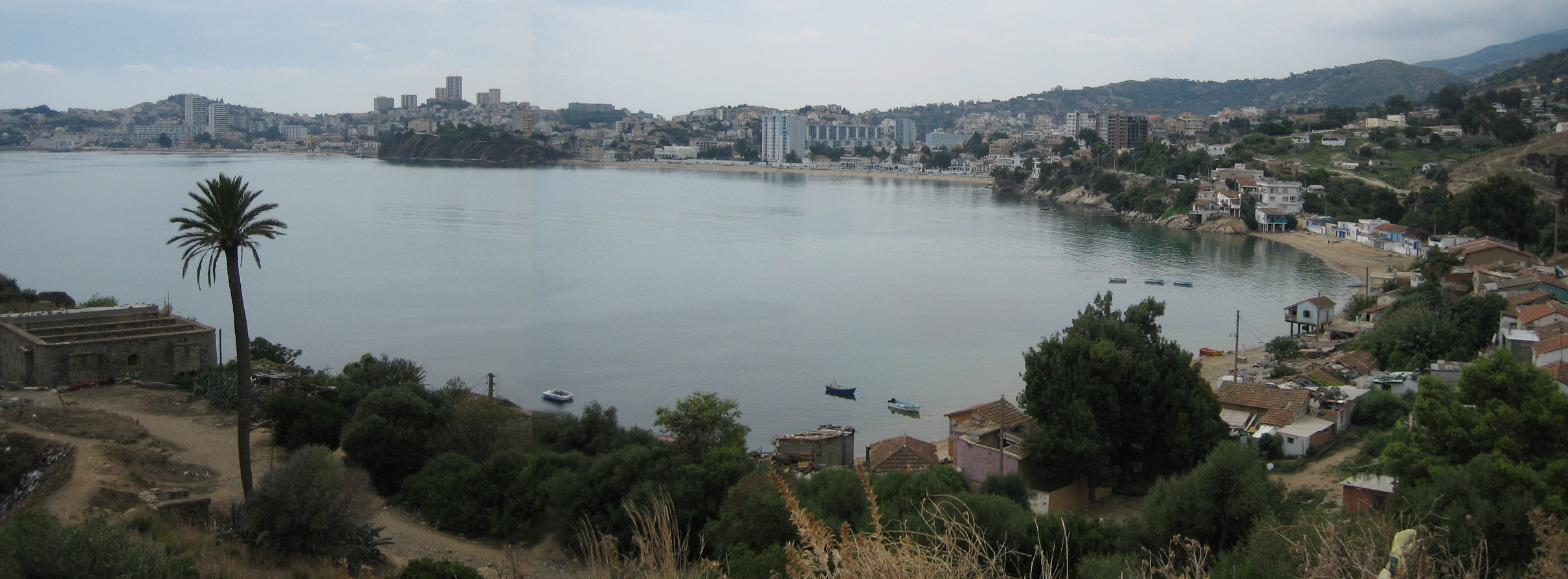
كورنيش عنابة
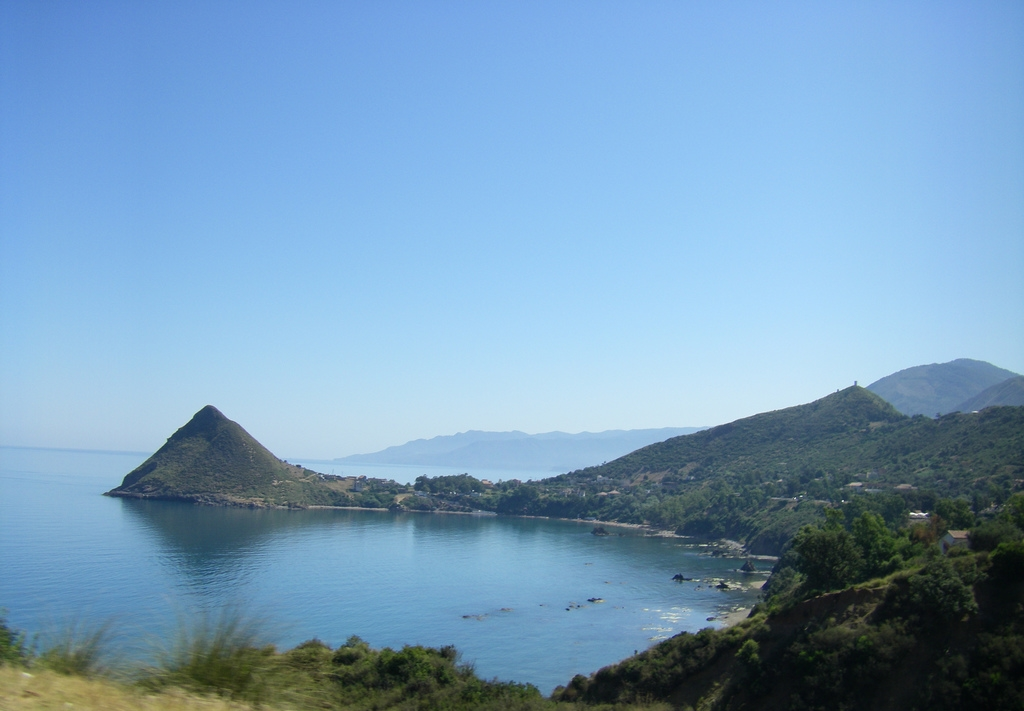
كورنيش الجيجلي
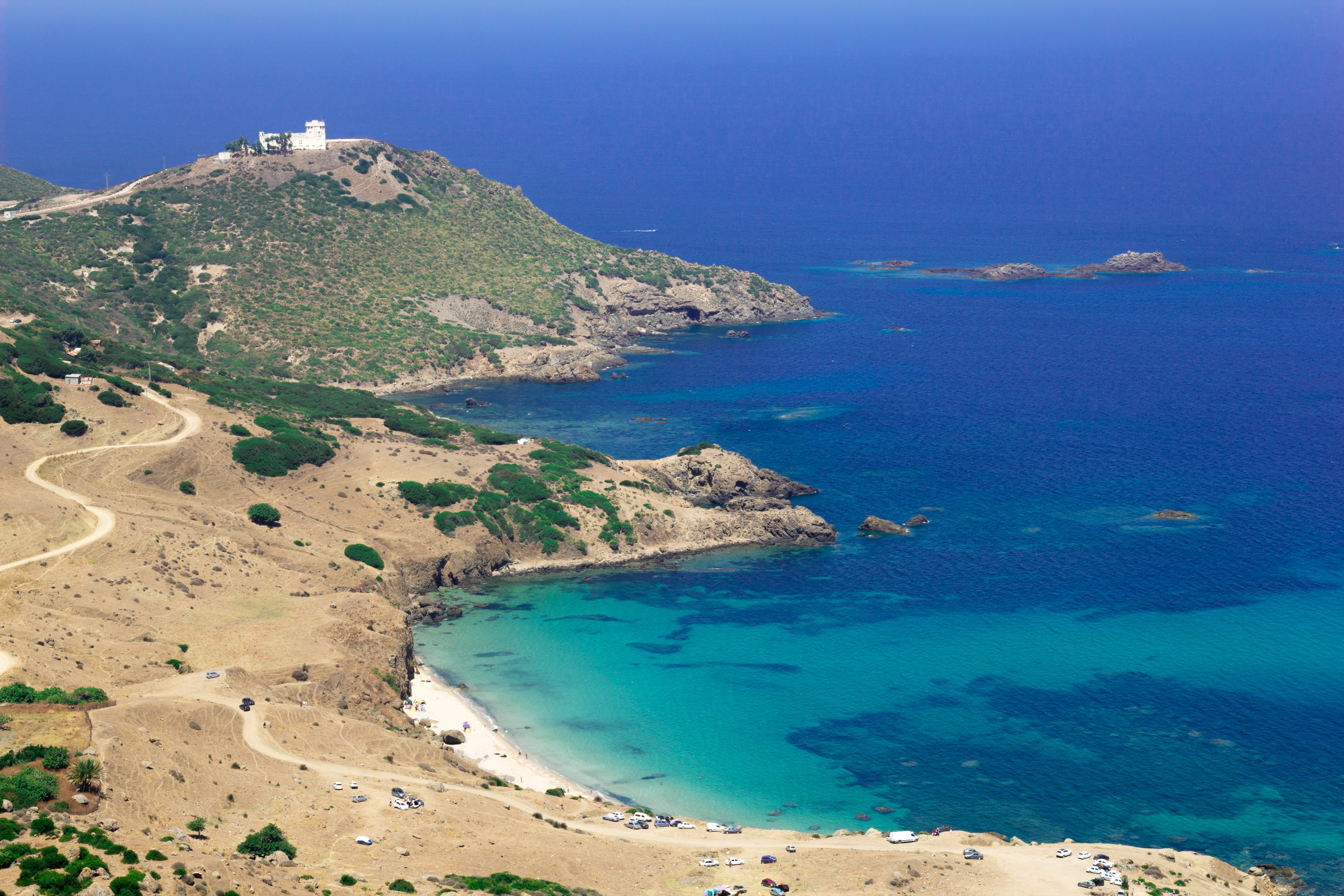
سكيكدة

## الجزائر: التلال والأراضي الخضراء

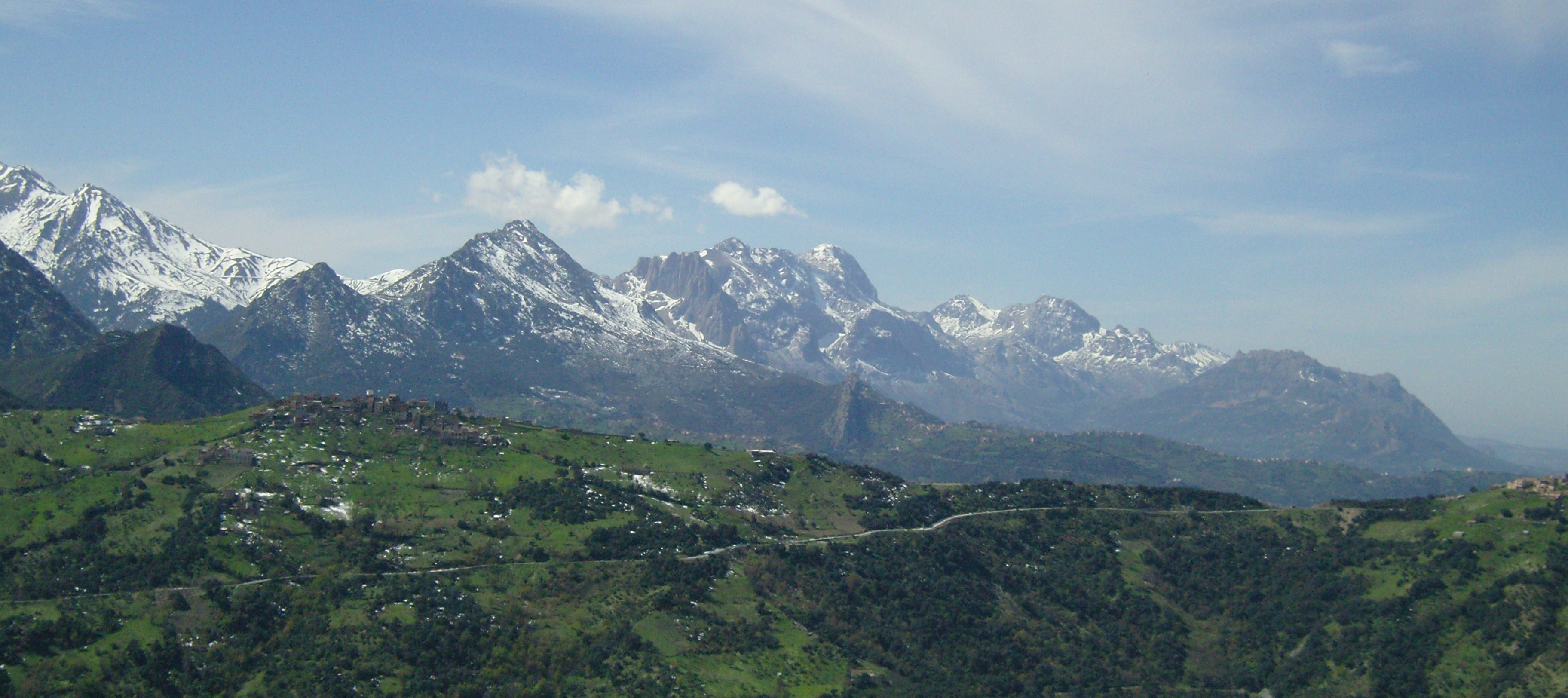
جبال جرجرة في الشتاء

- يعتبر شمال الجزائر من الشرق إلى الغرب مساحات خضراء تتخللها غابات كثيفة وسلاسل جبلية صخرية وبحيرات في الشرق وسبخات في الغرب مما يعطي تنوعا بيئيا يسوده الجوّ المعتدل صيفا وشتاء.
- تتكون معظم التلال من أطول السلاسل في أفريقيا وهي الأطلس التلي الذي يمتد بمحاذاة الشريط الساحلي تتخللها أحواض وسهول وأهم جبالها هي جبال جرجرة المشهورة في منطقة القبائل ولاية تيزي وزو والتي تتساقط فيها الثلوج بكثرة في موسم الشتاء وتحتضن في أعاليها منطقة تيكجدة الخلاّبة المتواجدة على بعد عشرة كيلومترات تقريبا من منطقة ولاية البويرة، ولعل من بين ما يدعوك للتعجّب وجود تلك الحظيرة الخلابة الخضراء في كبد الجبل الصخري العالي.
- أما سهولها فإن أوسعها وأخصبها سهل متيجة التي تعتبر أخصب تربة في الجزائر ويمتد على مسافة 100 كلم.
- توجد في ولاية الطارف و ولاية قالمة أحد أكثر المحميات البيئية ازدهارا من ناحية البيئة والحيوانات والطيور مثل اللقلق والحسون وبج والأيل البربري.

الحظائر الوطنية السياحية :
- الحظيرة الوطنية للقالة : 78000 هكتار، تقع شمال الجزائر بالمحاذاة مع البحر الأبيض المتوسط وتضم 3 شواطئ، و3 محميات تحتوي على 50 نوعا للطيور وأنواع من الحيوانات الأخرى.
- حظيرة جرجرة : 500,18 هكتار، وتقع في قلب أطلس التل، تبعد 50 كم عن الجزائر العاصمة، تستقر فيها الثلوج لمدة ثلاثة أشهر (ديسمبر، يناير، فبراير).
- حظيرة غابات الأرز «ثنية الحد»: 616.3 هكتارا، تبعد 3 كم عن مدينة ثنية الحد، وتقع إلى حافة سلسلة انونشريس وفي قلب أطلس التل.
- حظيرة الطاسيلي : 100,000 هكتار ويشمل الطابع الأثري والأركيولوجي، تتميز بمختلف النقوش والرسومات الصخرية، وهي مصنفة كتراث عالمي.
- وهناك مجموعة من الحظائر الوطنية مثل (بلزمت) 600 هكتار، (باتنه) وتازا 300 هكتار (جيجل) وقورارة 100 هكتار ببجاية مطروحة لموضوع التهيئة لأن تصنف مع الحظائر الأخرى.

حظائر وطنية في العاصمة :
- رياض الفتح : وتتكون من مناطق متعددة مثل مقام الشهيد (رمز الشهيد) وغابة الأركاد.
- حديقة التسلية والترفيه «بن عكنون»: 304 هكتارات، تشتمل على منطقة نباتية وحيوانية منها الأنواع المحلية والإفريقية.
- حديقة التسلية بينام : تقع شمال غرب الجزائر العاصمة، تحتل مساحة 500 هكتار، فيها نشاطات رياضية متعددة.

## الجزائر: الصحراء

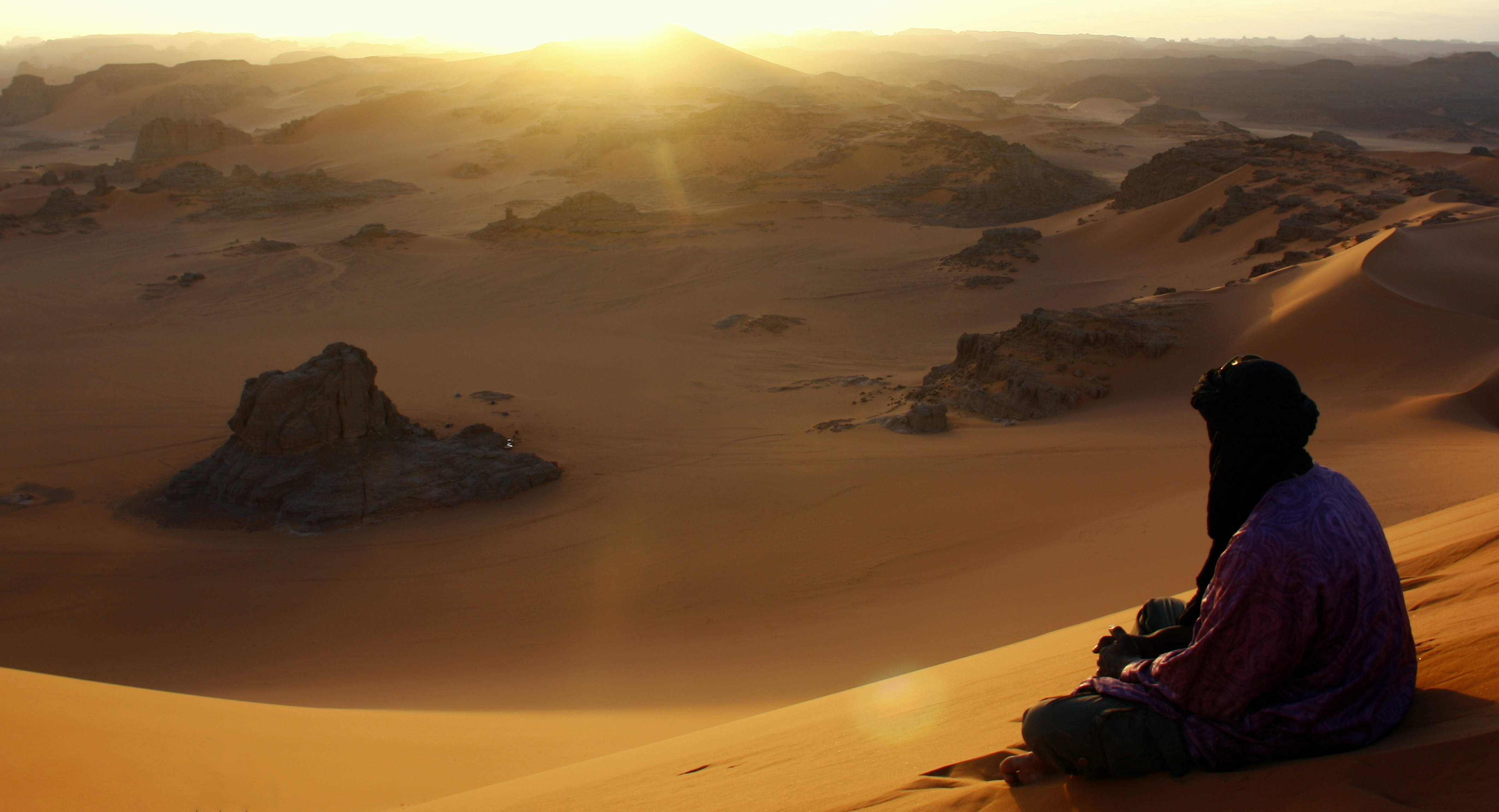
صحراء شمال أفريقيا جنات، الجزائر

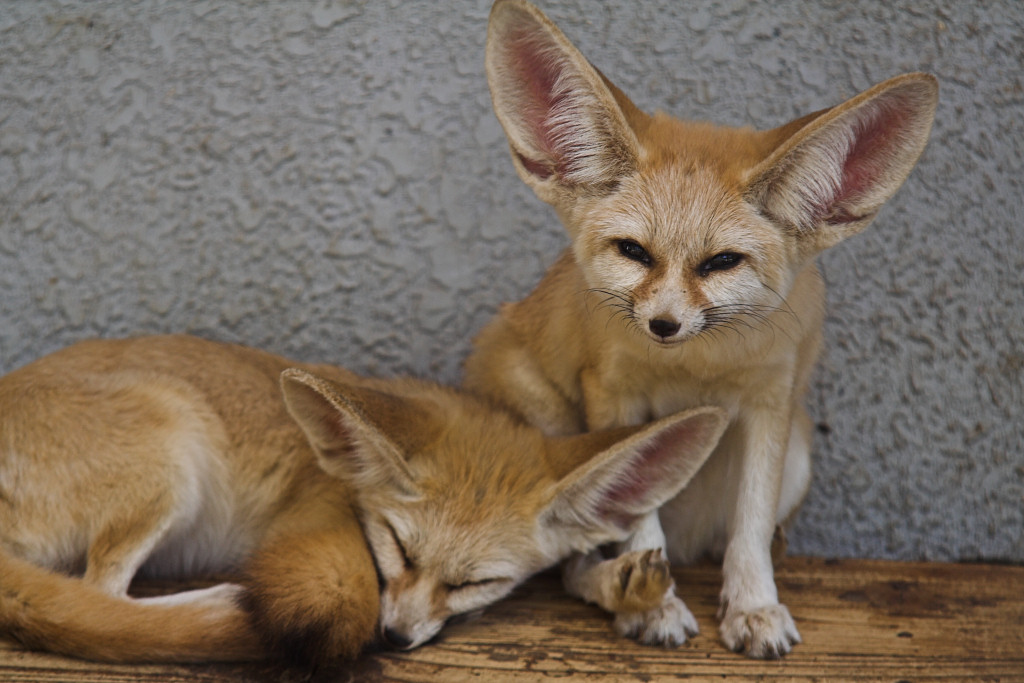
الفنك شعار الفريق الوطني الجزائري

، ثاني أكبر صحراء في العالم لأنها تغطي مساحة 84 % من المساحة الإجمالية للجزائر، وتعتبر الصحراء القبلة الأولى للسياح الأجانب لِما لها من جمال أخاد وروعة الجبال والسكون الذي يأسرك فيها وهي مشهورة بحظيرتي الهقار و طاسيلي ناجر في ولاية تمنراست وإليزي التي تشتهران بروسومات تبين تاريخها القديم الذي يصل إلى العصر الحجري وجبالها البركانية التي تسلب العيون كما تتصف الأهقار بأنها تملك أجمل شروق وغروب للشمس في العالم بأسره حسب المنظمة العالمية يونسكو، وتشتهر قبائل الصحراء كذلك بمدينة المزابيين وهي غرداية التي تزخر بثقافة التحضر والتاريخ رغم وعورة منطقة عيشهم والتي حوّلوا صحراء جرداء إلى واحة من أكبر الواحات في الجزائر.
وتشتهر صحراء الجزائر بحيوانات كالظبي والغزال وفنك، وتزخر الصحراء الجزائرية بواحات من أجمل الواحات في العالم، أشهر الواحات توجد في غرداية، تيميمون وبني عباس.

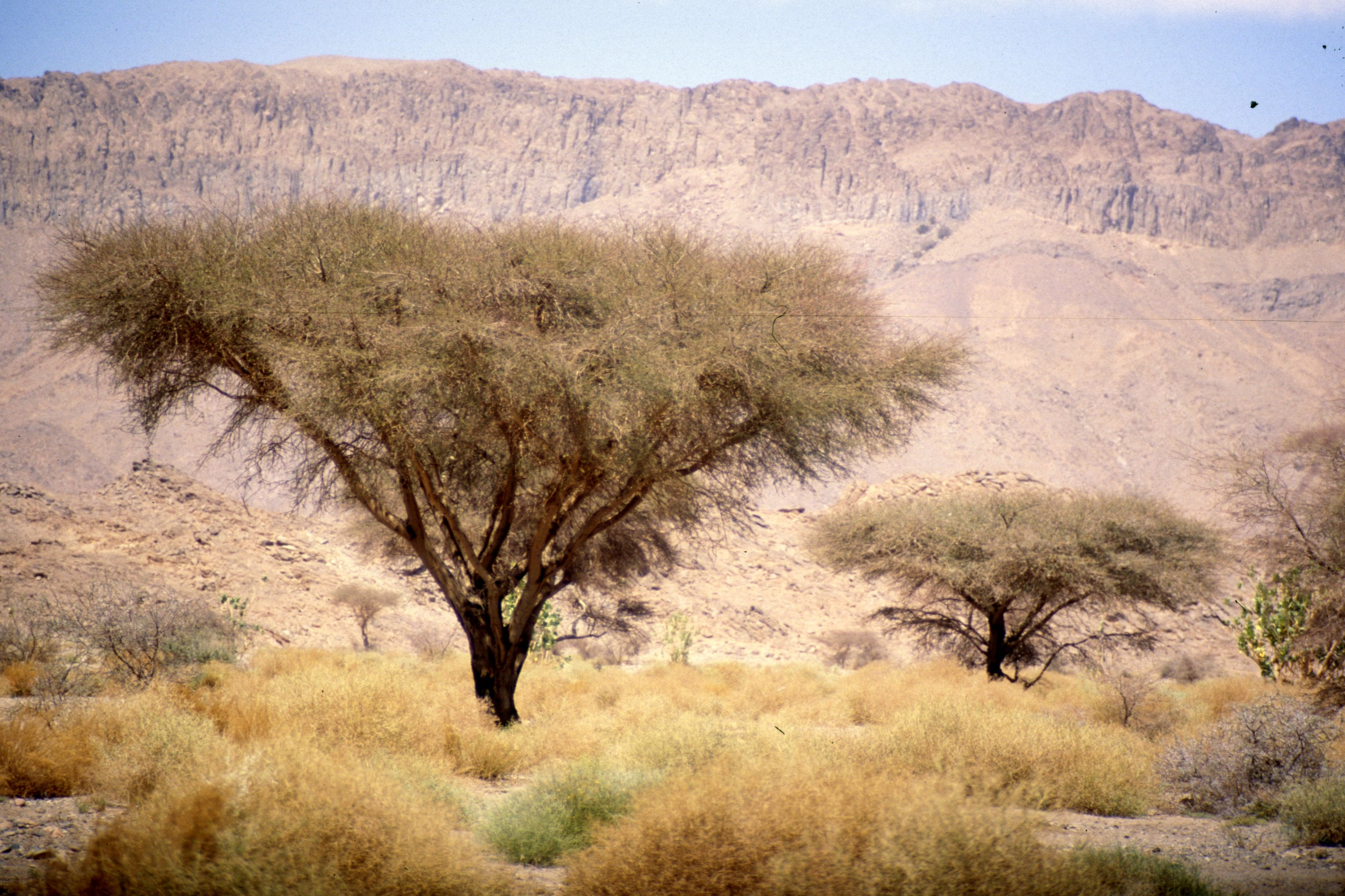
غابات الهقار
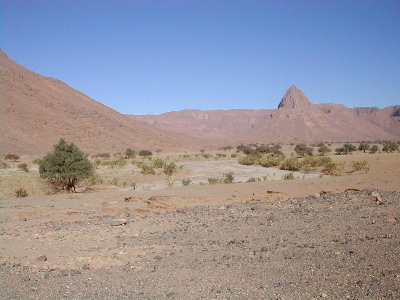
صحراء الوادي
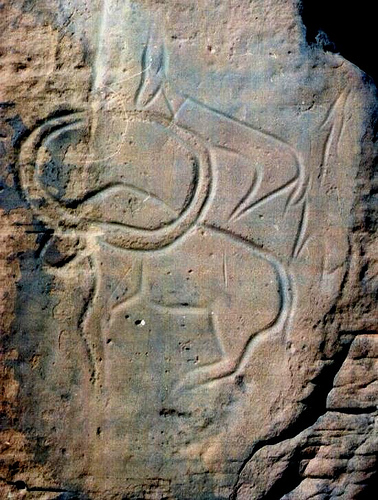
رسوم صخرية بالغيشة الأغواط
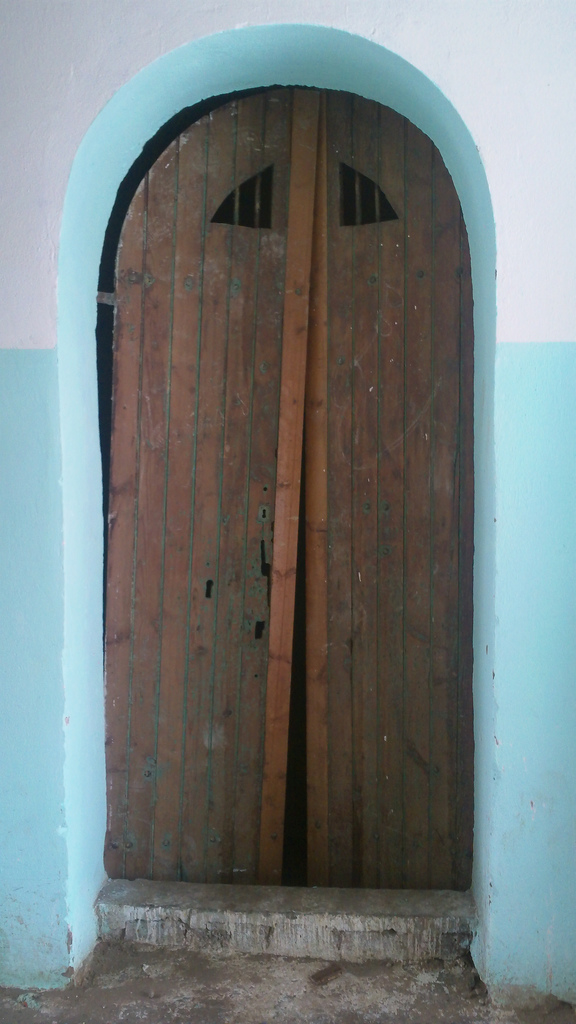
تاجموت الأغواط
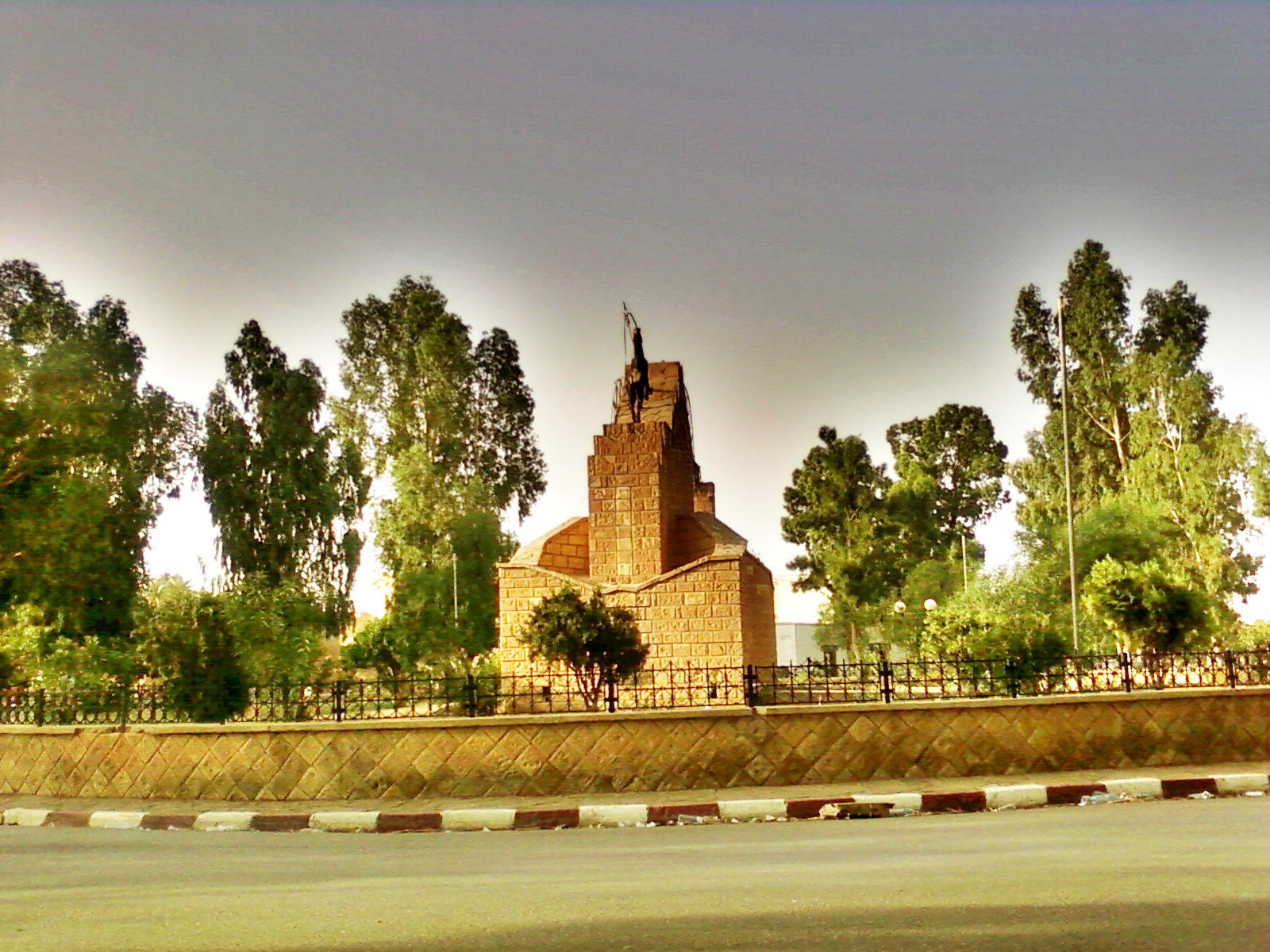
الأغواط
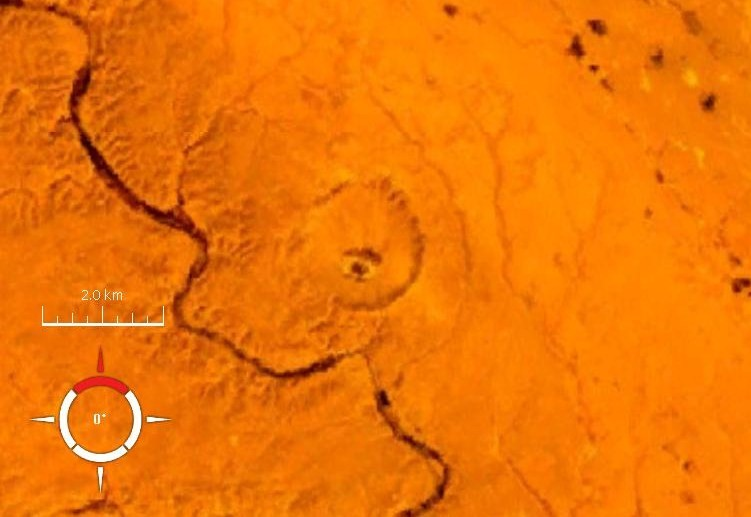
فوهة نيزكية صحراء الأغواط
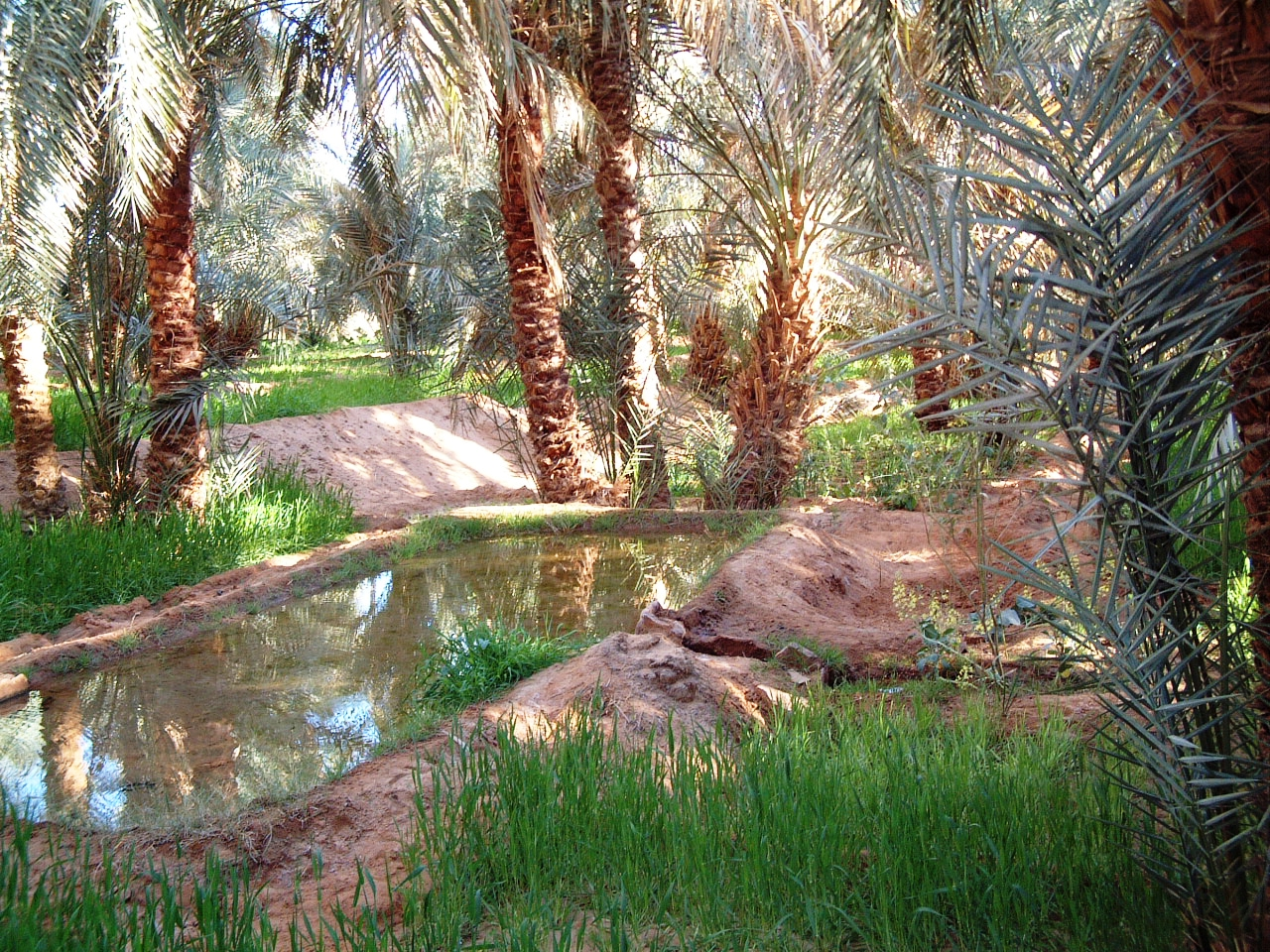
واحة من واحات تيميمون
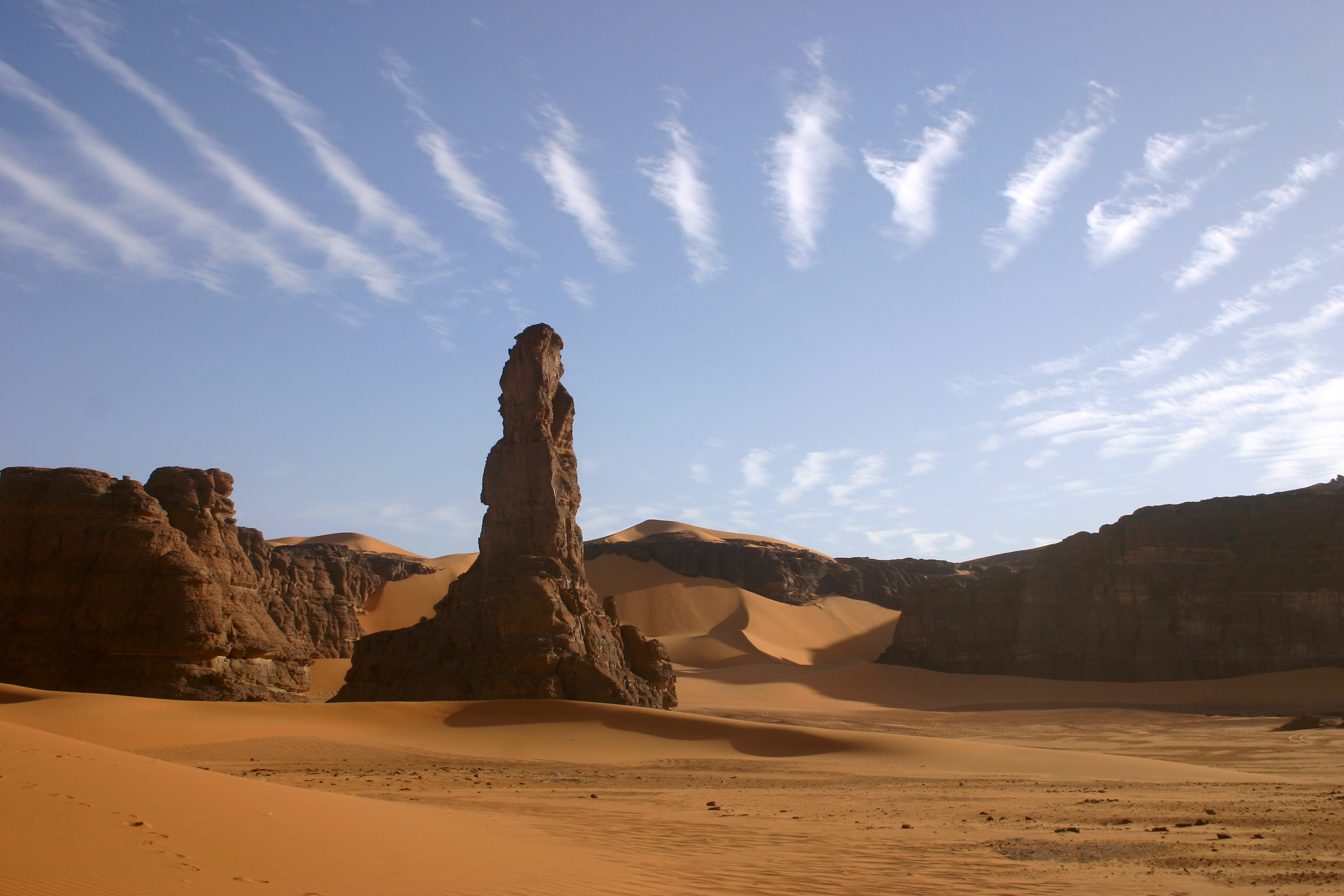
تدرارت في الطاسيلي
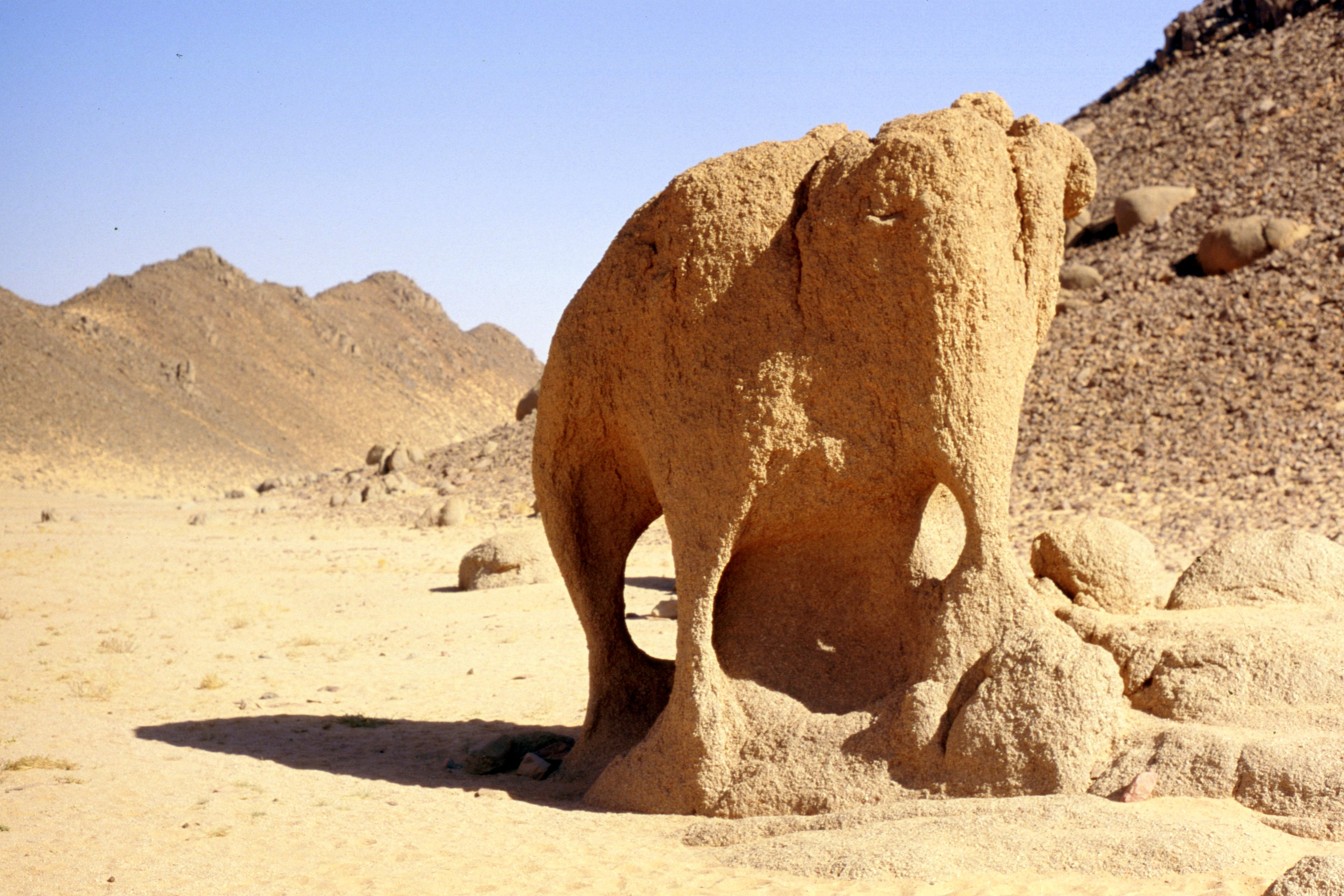
صخور على هيئة فيل في ولاية إليزي
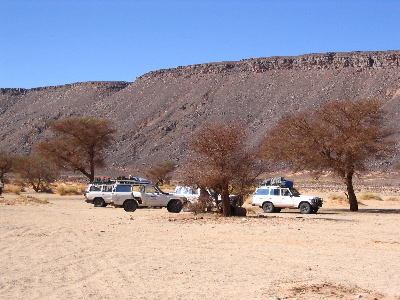
توافد السياح إلى الصحراء الجزائرية
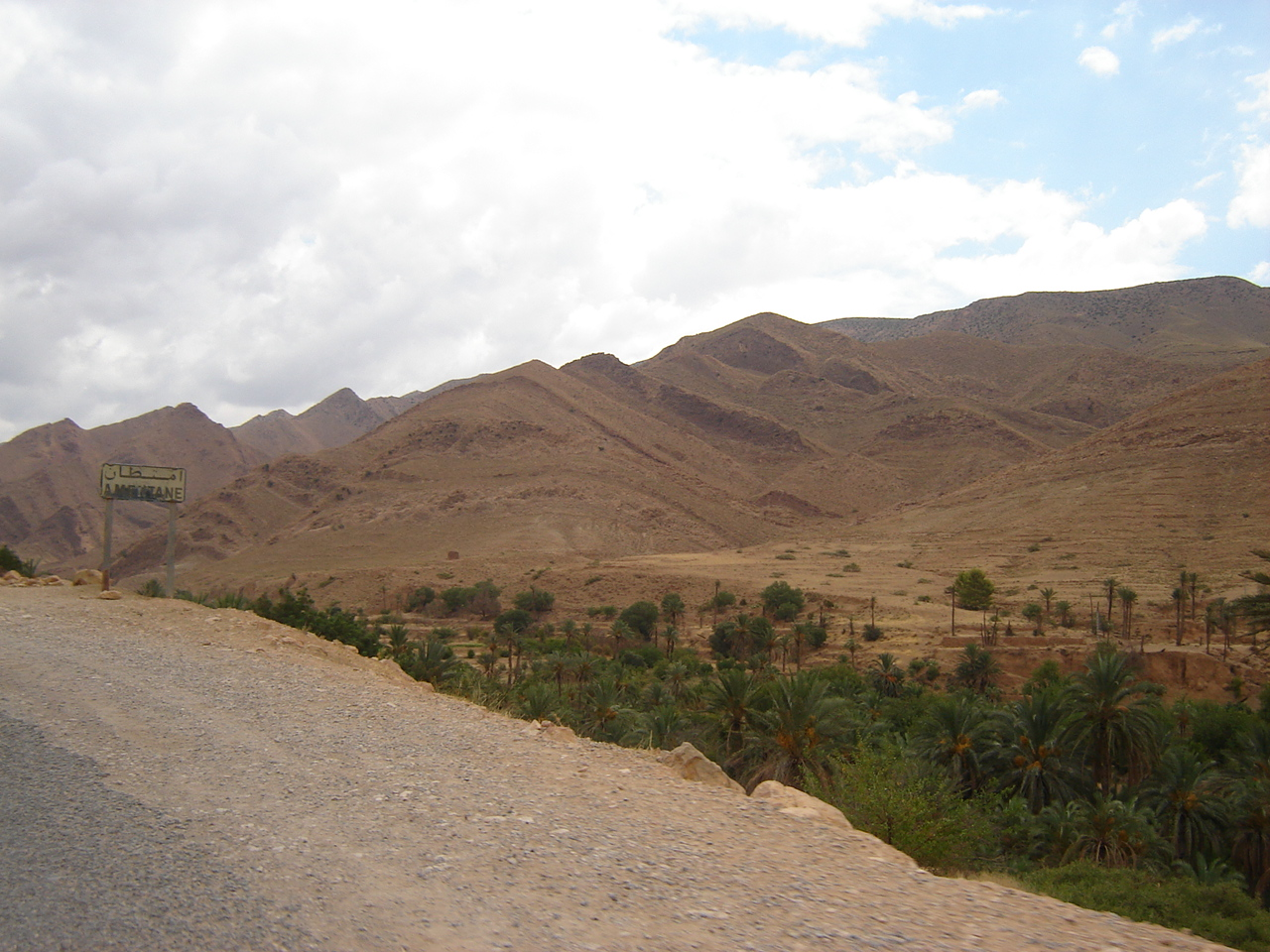
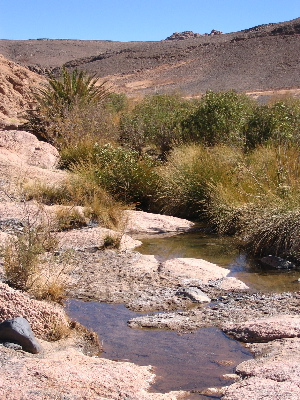
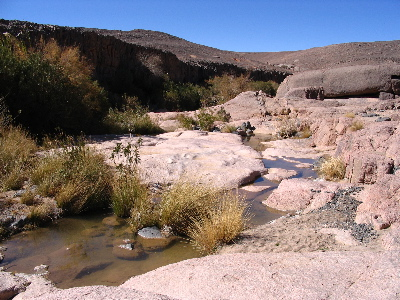
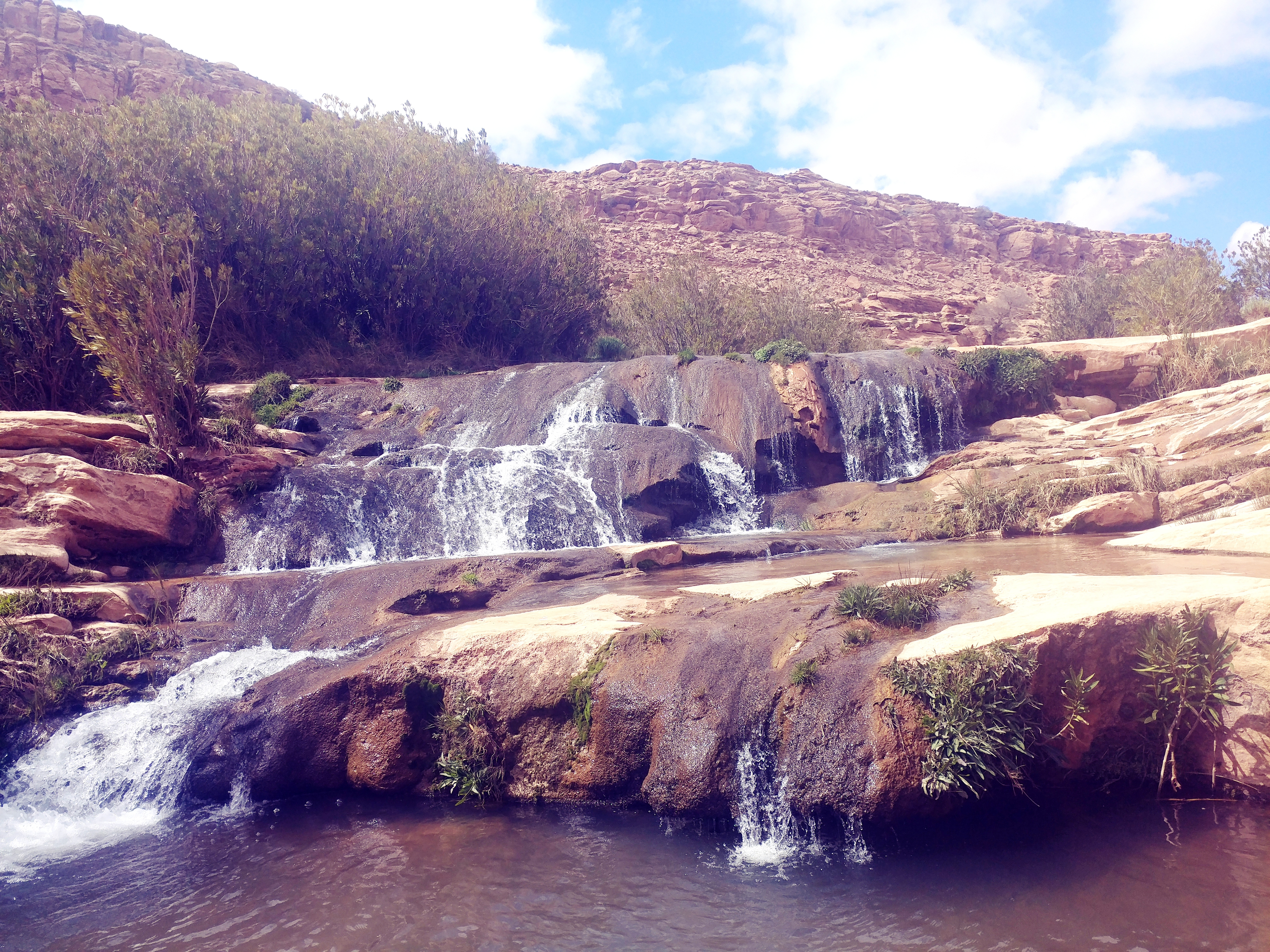
شلالات تاويالة - الأغواط
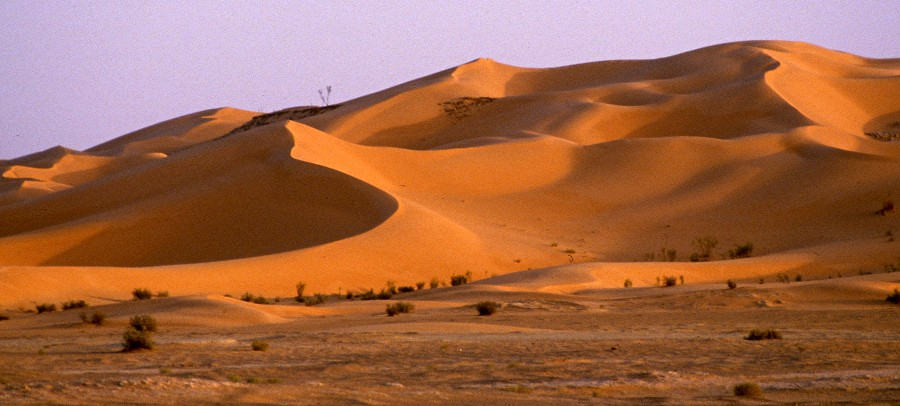
صحراء القليعة

بعض المناطق التاريخية في الجزائر :
- تيبازة، جميلة في ولاية سطيف، تيمقاد في ولاية باتنة، مداوروش، خميسة في ولاية سوق أهراس

مزارات سياحية تاريخية :
- الضريح الملكي الموريتاني الضريح الملكي الموريتاني أو كما يدعوه السكان المحليون قبر الرومية هي منطقة أثرية تقع بسيدي راشد، ولاية تيبازة
- ضريح الملك اميدغيسن في باتنة

## مواقع تابعة للتراث العالمي
المواقع المصنفة ثراث عالمي حسب اليونيسكو  هي 
1. قصبة الجزائر
2. تيبازة
3. قلعة بني حماد
4. جميلة
5. تيمقاد
6. وادي مزاب
7. طاسيلي ناجر
8. قلعة سانتا كروز

## المطبخ الجزائري

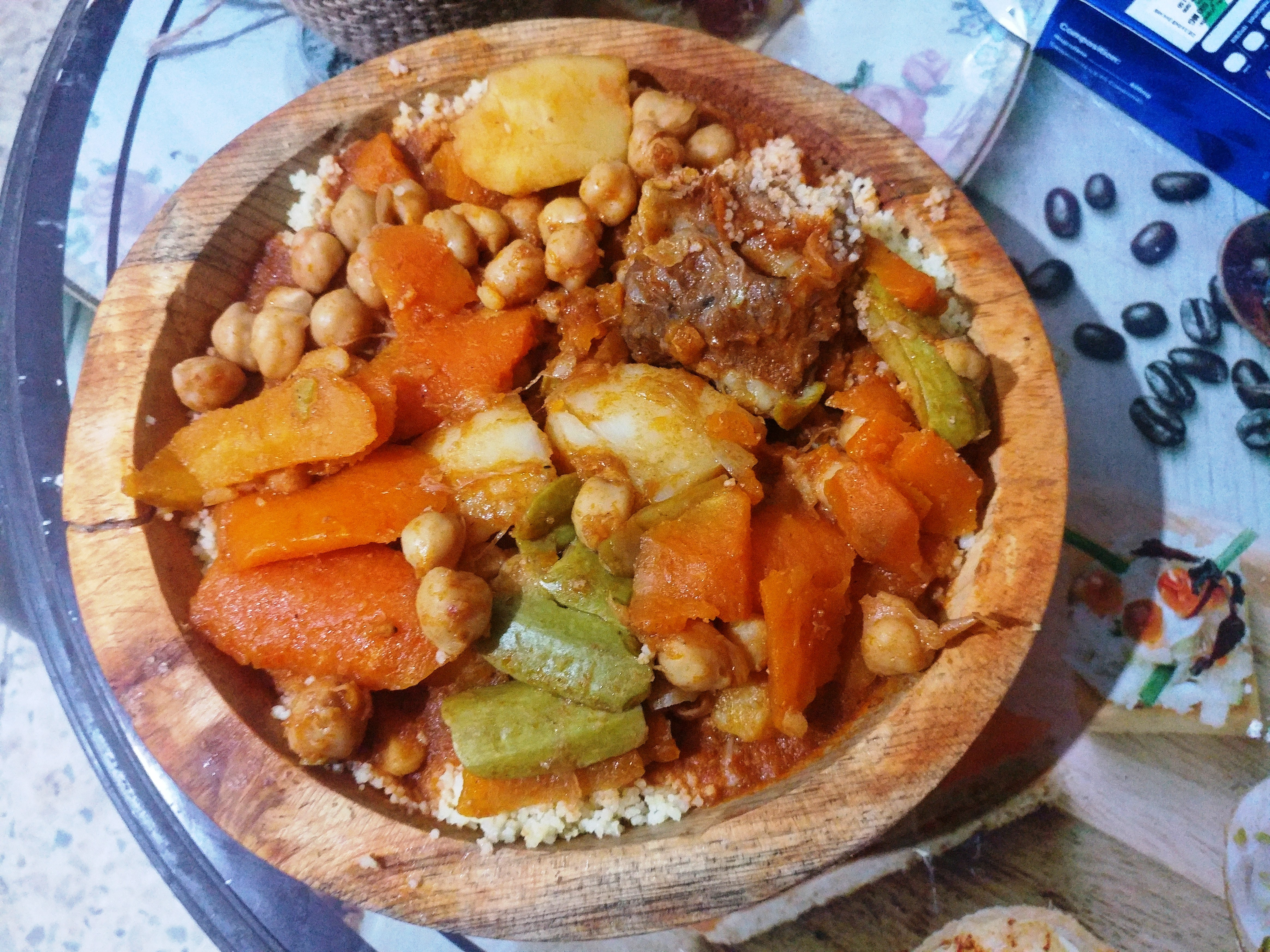
الكسكسي الطعام

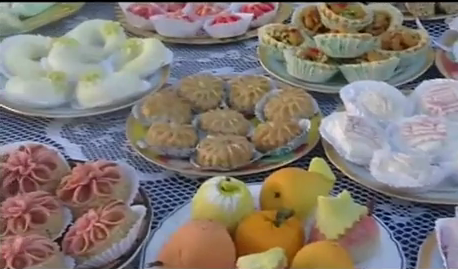
الكعك التقليدي الجزائري

يعد المطبخ الجزائري من المطابخ العريقة والأصيلة في الوطن العربي، ويمكن القول أنه مزيج من المبطخ البحر المتوسط فقد تأثر تأثراً كبيراً بتلك المطابخ، مما أدى إلى تنوع أطباقه. ويتميز المطبخ الجزائري باختلاف الأطباق التي يمكن تحضيرها من منطقة إلى أخرى بشكل لافت، ويعتمد الجزائريون كثيراً في إعداد أطباقهم على زيت الزيتون والفلفل الأسود «الحار» مما يعطي طعماً مميزاً للأطباق المعدة هناك. أشهر الأكلات الجزائرية الكسكس الجزائري النوميدي.

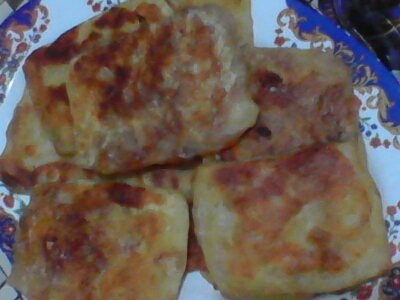
محاجب

- الحميس الجزائري.
- طاجن الزيتون المغربي.
- الكريب الجزائري.
- المحجوبة.
- الشخشوخة.
- محاجبالمحاجب.
- المدلوك.
- البسطلية.
- معقودة بالبيض.
- المردود.
- التشيشة.
- البوراك.

## معرض الصور

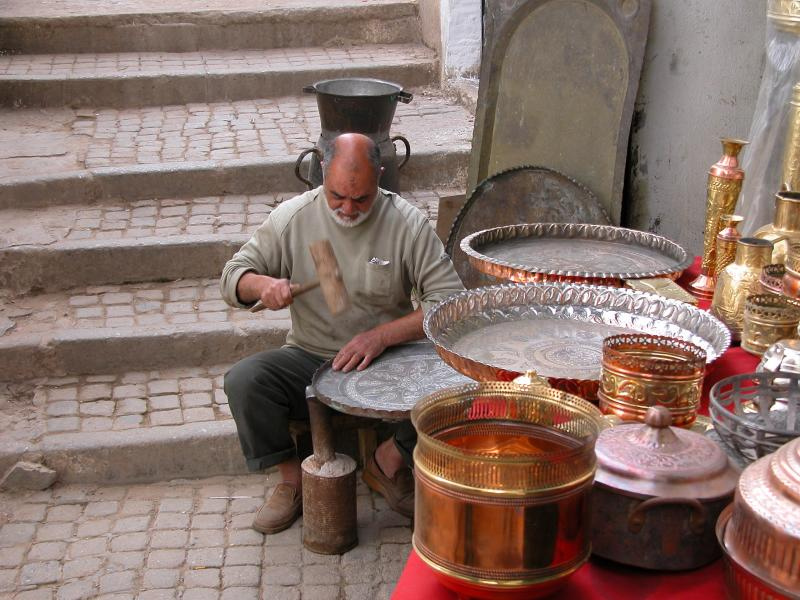
صناعة النحاس القصبة.
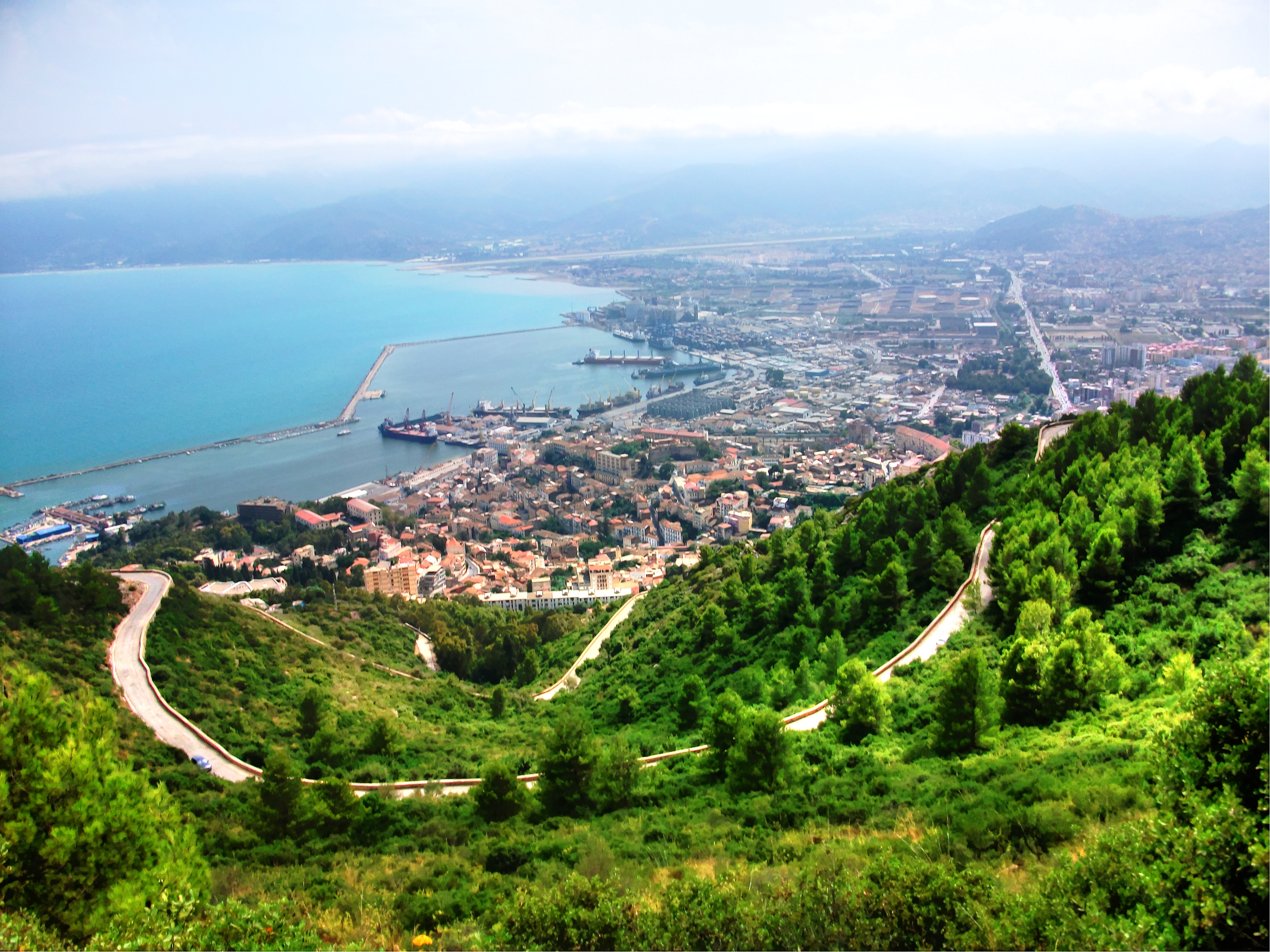
بجاية
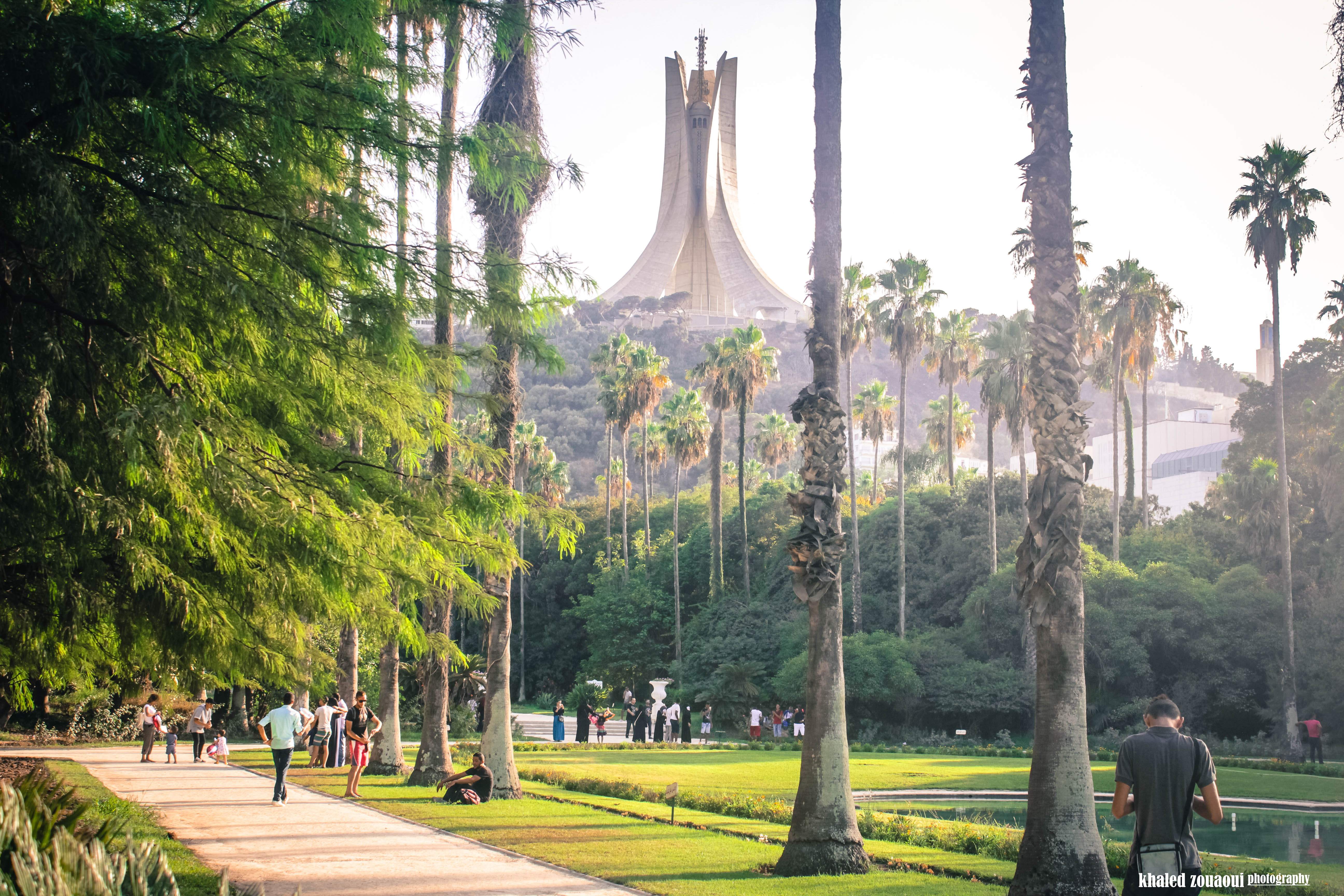
الجزائر العاصمة
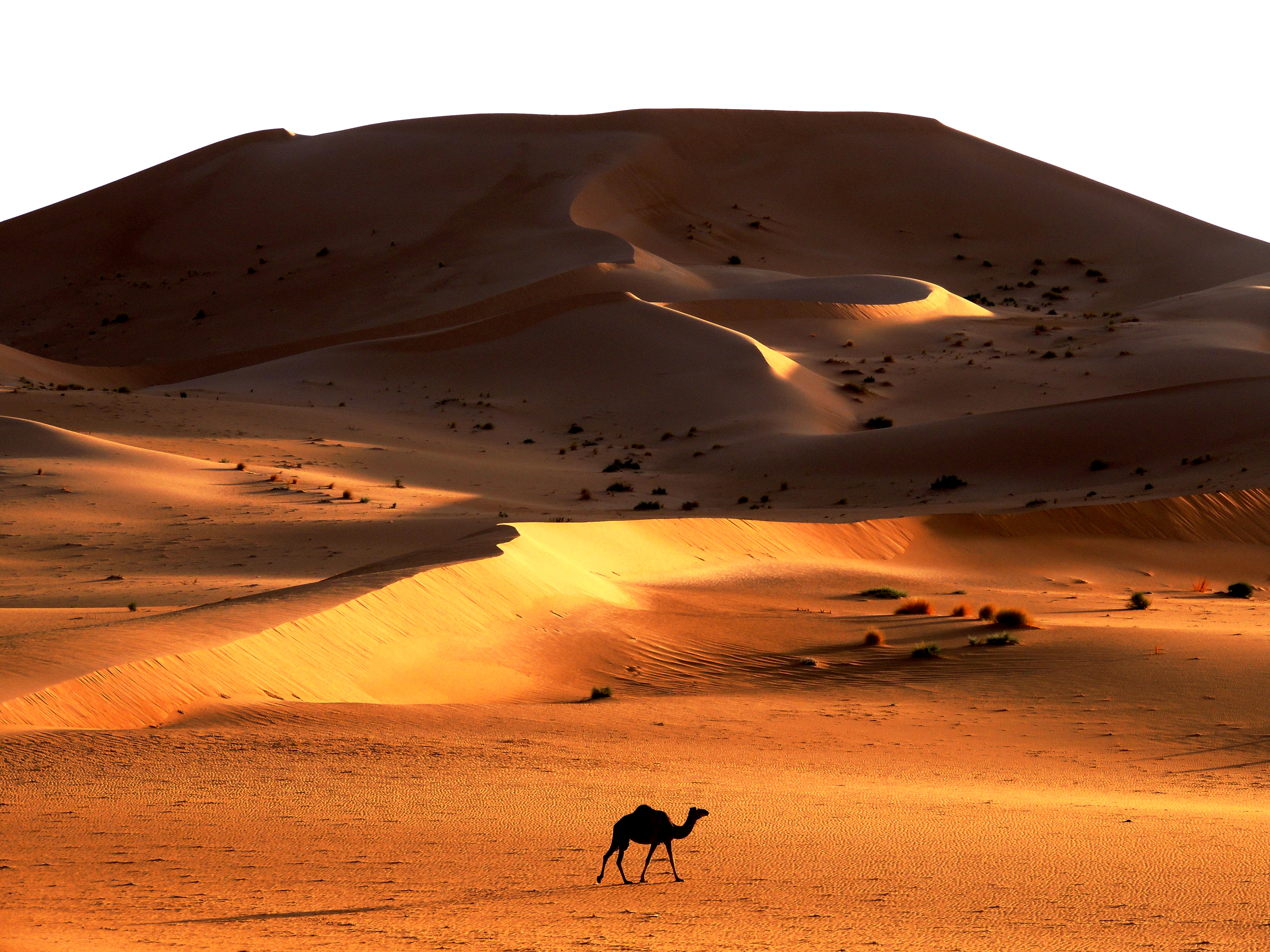
الصحراء الجزائرية
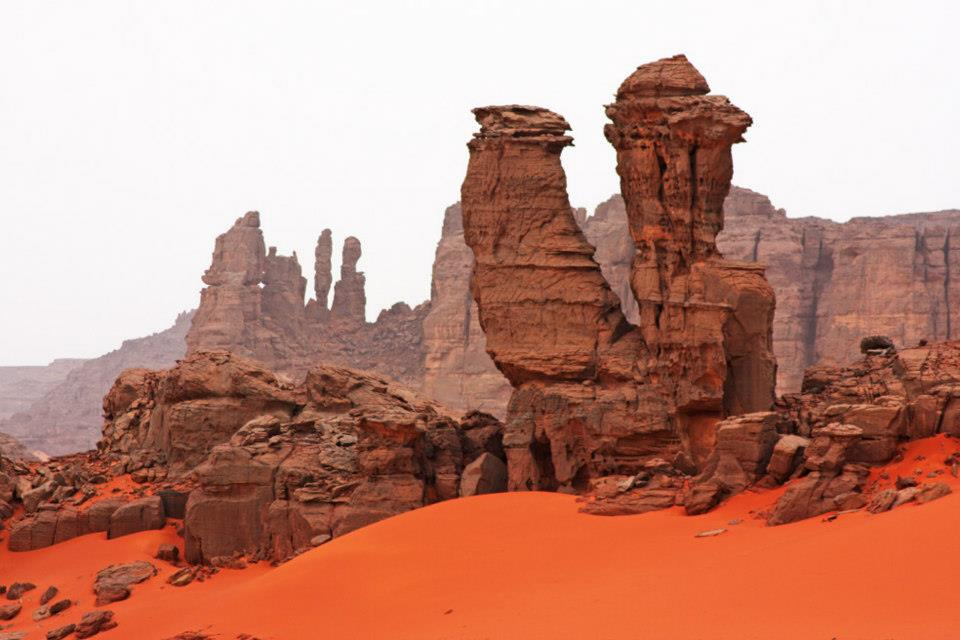
جانت
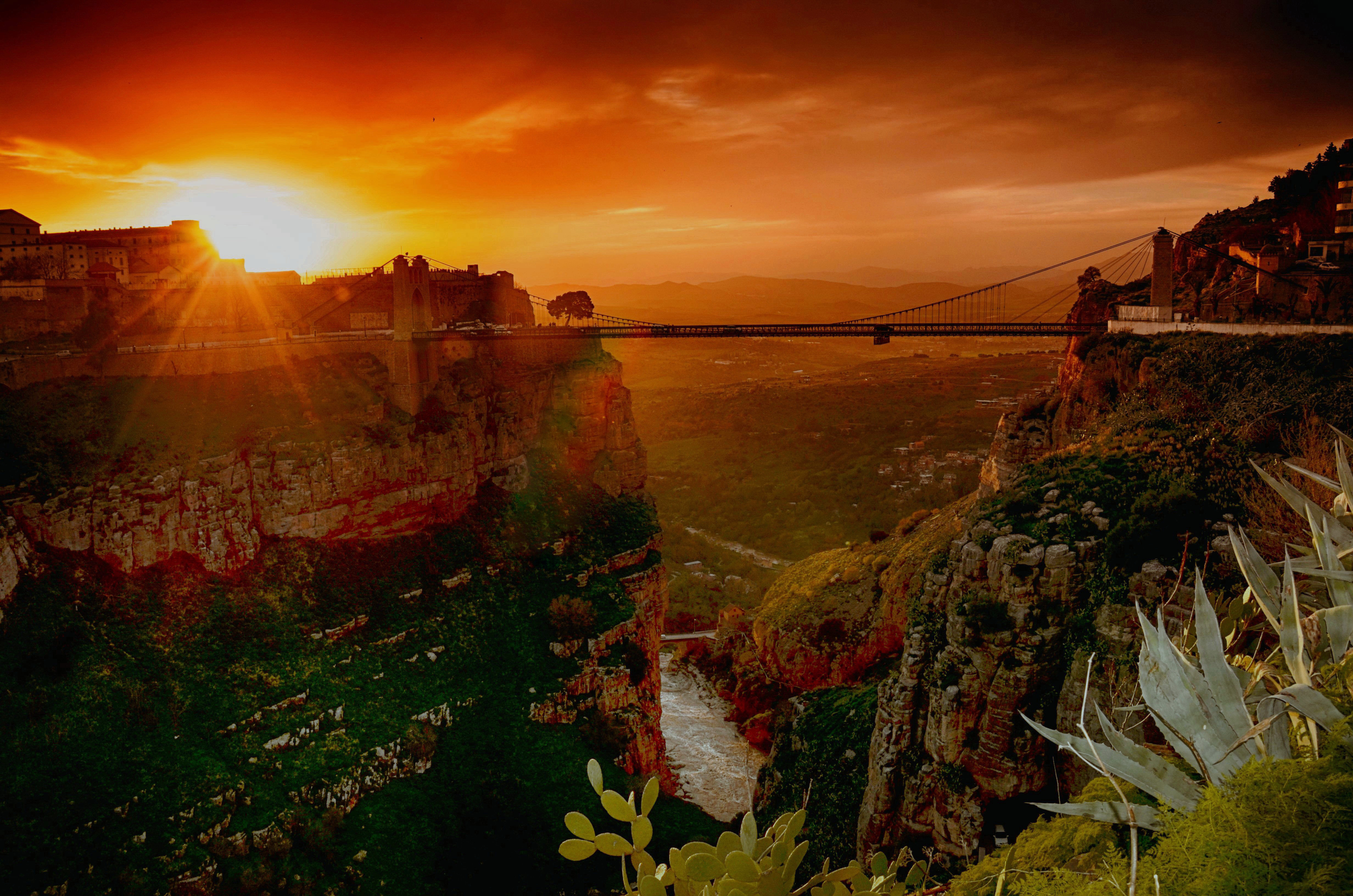
قسنطينة
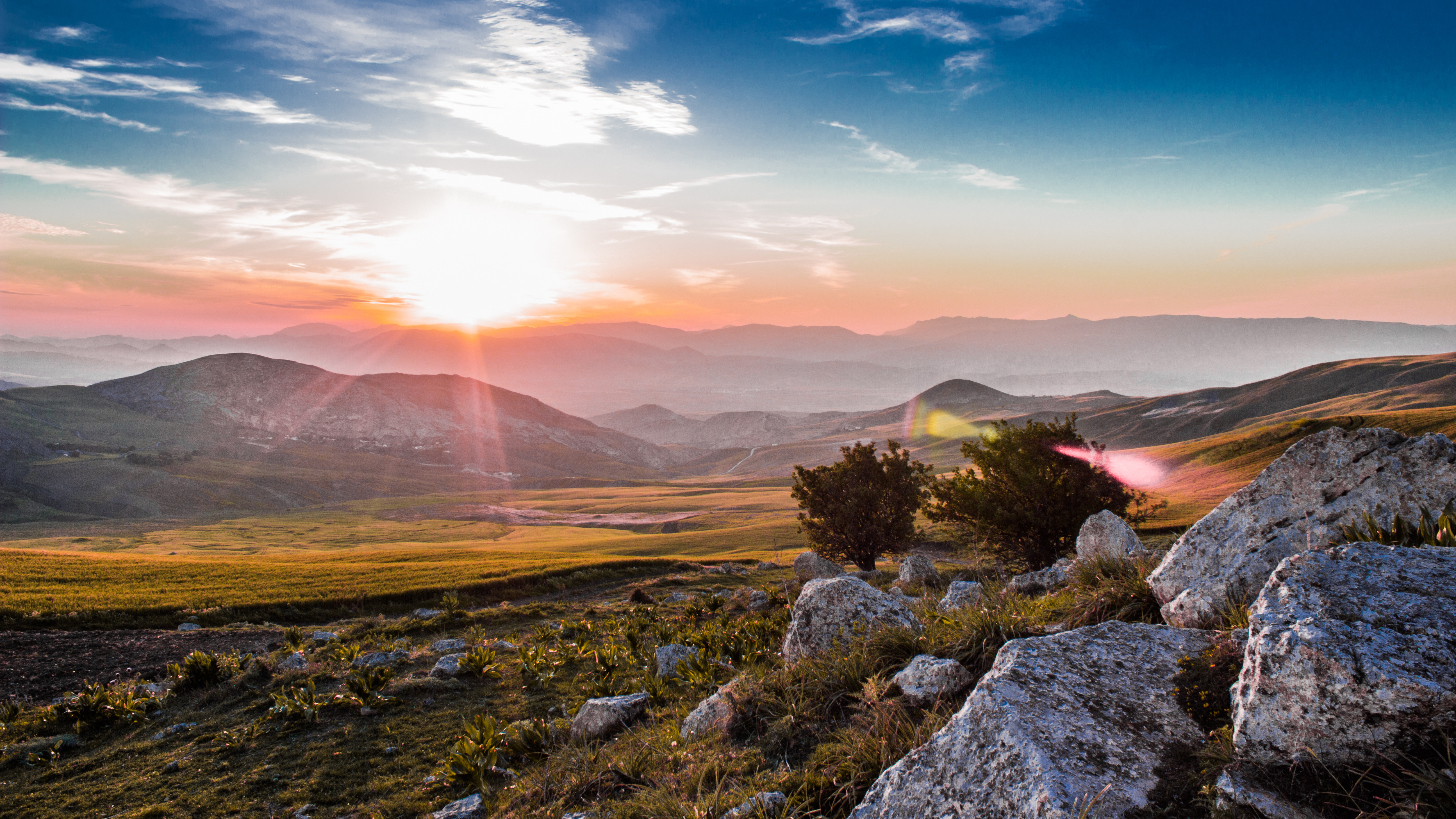
ميلة
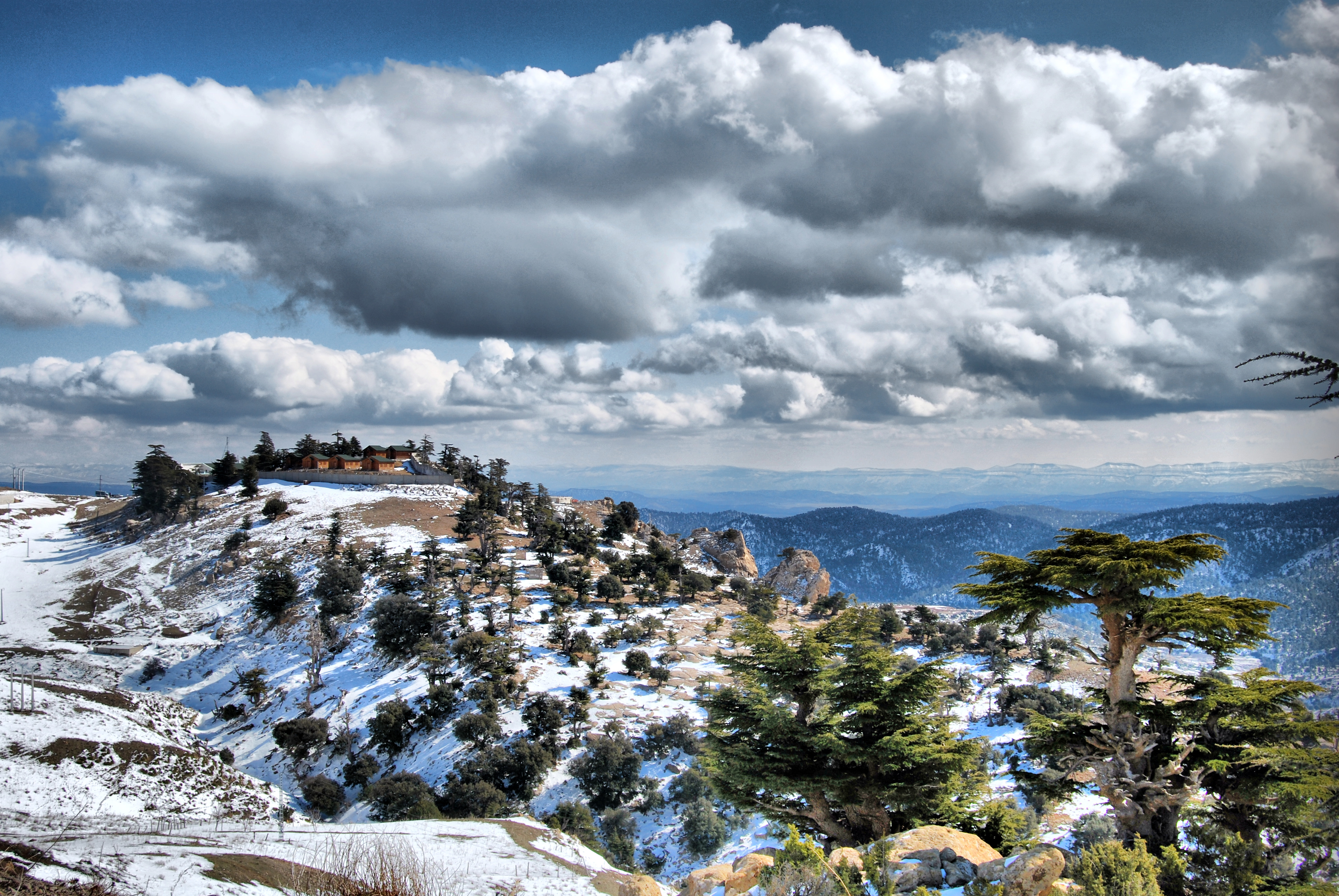
الشريعة
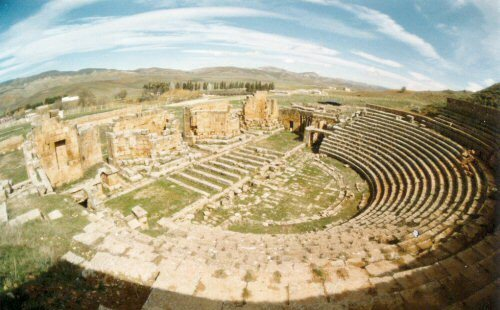
المسرح الروماني خميسة ولاية سوق أهراس

## وصلات خارجية
- وزارة السياحة والصناعات التقليدية
- الوكالة الوطنية لتنمية السياحة
- الديوان الوطني لسياحة
- الديوان الوطني الجزائري للسياحة
- الوكالة الوطنية للصناعة التقليدي
- الوكالة الوطنية لتطوير السياحة
- الغرفة الوطنية للصناعة التقليدية